# كنيسة القيامة
كنيسة القيامة أو كنيسة القبر المقدس أو بازيليك القبر المقدس هي كنيسة بحارة النصارى في أسوار البلدة القديمة في القدس. بنيت الكنيسة فوق جلجثة أو الجلجثة، وهي مكان الصخرة التي يعتقد أن يسوع صلب عليها. تعتبر من أقدس الكنائس المسيحية، وأكثرها أهمية في العالم المسيحي، وتحتوي الكنيسة وفق المعتقدات المسيحية على المكان الذي دفن فيه يسوع واسمه القبر المقدس.
استخدام موقعها سابقا مقبرة يهودية ومعبد وثني. بنيت الكنيسة في القرن الرابع في حكم قسطنطين العظيم وبقيت حتى دمرها الحاكم بأمر الله في 1009، أعيد بناؤها لاحقا مع إضافات من الإمبراطور قسطنطين التاسع والصليبيين وأصبح المبنى الحالي أكبر عن المبنى الأصلي.
ينطبق الوضع الراهن للأماكن المقدسة العائد إلى عام 1757 على هذه الكنيسة. تتقاسم طوائف الكنيسة الأرثوذكسية الشرقية والكاثوليكية والأرثوذكسية المشرقية السيطرة على الكنيسة.

## التاريخ

### الخلفية
تدمرت القدس بعد حصارها في عام 70 ميلادي خلال الثورة اليهودية الكبرى في عام 130 ميلادي، شرع الإمبراطور الروماني هادريان في 130 ميلادي في تأسيس مستعمرة رومانية جديدة اسمها مدينة إيليا كابيتولينا على أنقاض القدس. وحوالي عام 135 ميلادي أمر بتسوية كهف به قبر منحوت في الصخر ليكون أساساً لبناء معبد لعبادة كوكب المشترى أو الزهرة. استمر وجود المعبد حتى بدايات القرن الرابع.

### بناء الكنيسة
أصبح قسطنطين أول إمبراطور يوقف اضطهاد المسيحيين ويعلن المسيحية كديانة معترف بها في الإمبراطورية مع بقية الأديان والطوائف. قابل ليسينوس في ميلانو في فبراير 313 واتفق معه على إعداد مرسوم ميلانو والذي سمح للمسيحيين بممارسة عقيدتهم من دون اضطهاد. دعا أسقف القدس مكاريوس الإمبراطور قسطنطين إلى تدمير الهيكل الوثني في المدينة المقدسة للبحث عن قبر يسوع. وبمساعدة أسقف قيصرية يوسابيوس وجد الاثنين ثلاثة صلبان بالقرب من القبر. وكان يُعتقد أن الصليب الحقيقي الذي صُلب عليه يسوع هو أحدهم واعتقد أنهم وجدوا الجلجثة.
أمر قسطنطين بتحويل معبد كوكب المشتري/الزهرة إلى كنيسة في حوالي عام 326. بعد هدم الهيكل وإزالة أنقاطه ونظف الكهف من الأتربة واكتشف قبر منحوت في الصخر قال مكاريوس أنه هو موقع دفن يسوع.

### القرن الرابع الميلادي
أقيم ضريح في الموقع الذي قال مكاريوس أنه قبر يسوع. ثم صمم المهندس المعماري زينوبيوس الكنيسة حول الضريح وفوق موقعين مقدسين هما الروطن التي قال مكاريوس أن يسوع دُفن فيها،[بحاجة لمصدر أفضل] والبازيليكا الكبرى (المعروفة أيضًا باسم مارتيريوم)، التي توجد الجلجثة في إحدى زواياها.
اعترف بموقع كنيسة القيامة في القرن الرابع الميلادي أنها المكان الذي صُلب فيه يسوع ودُفن وقام من بين الأموات. كُرست  الكنيسة في 13 سبتمبر عام 335.

### الأضرار والدمار (614-1009)

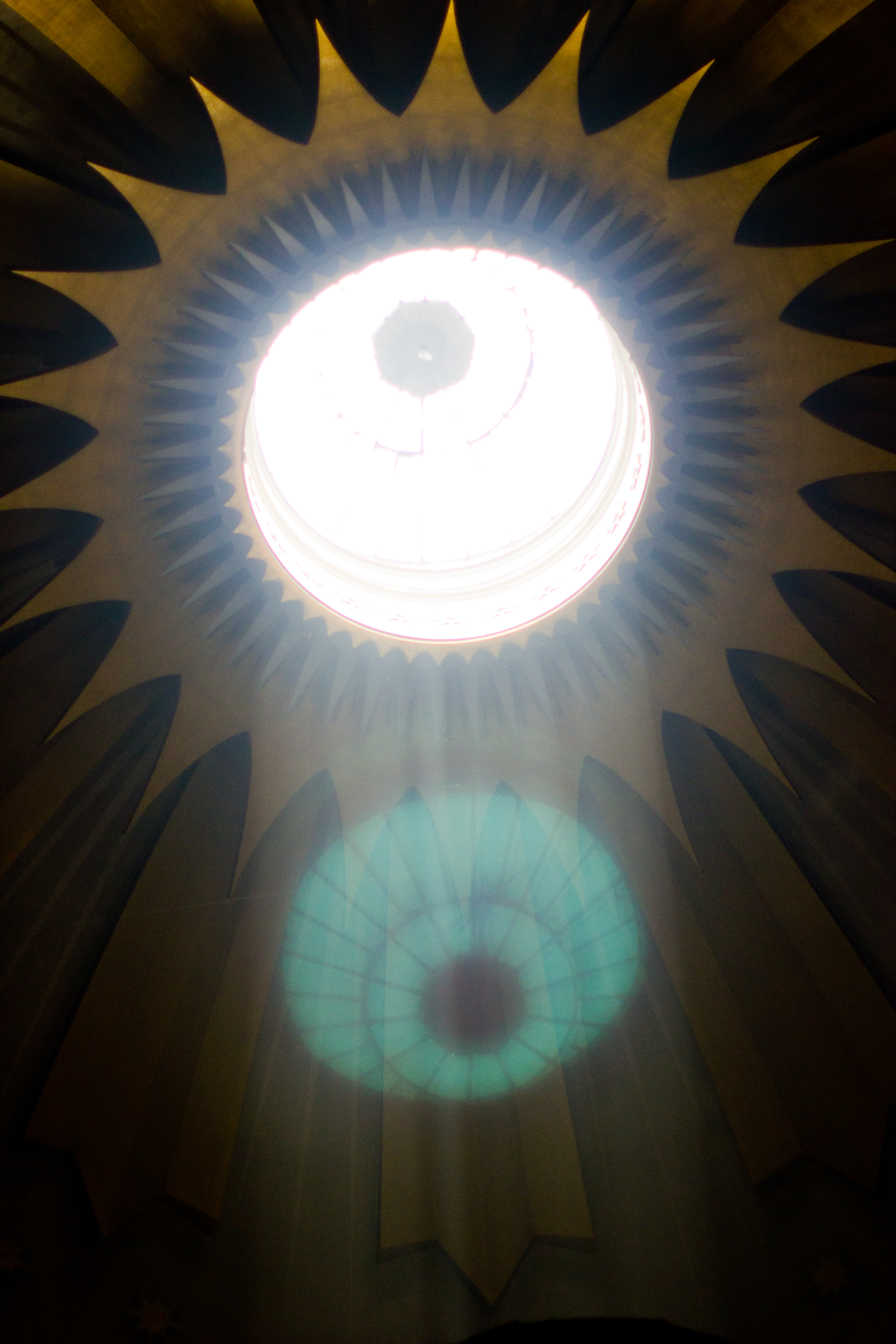
قبة "قيامة يسوع" في كنيسة القيامة.

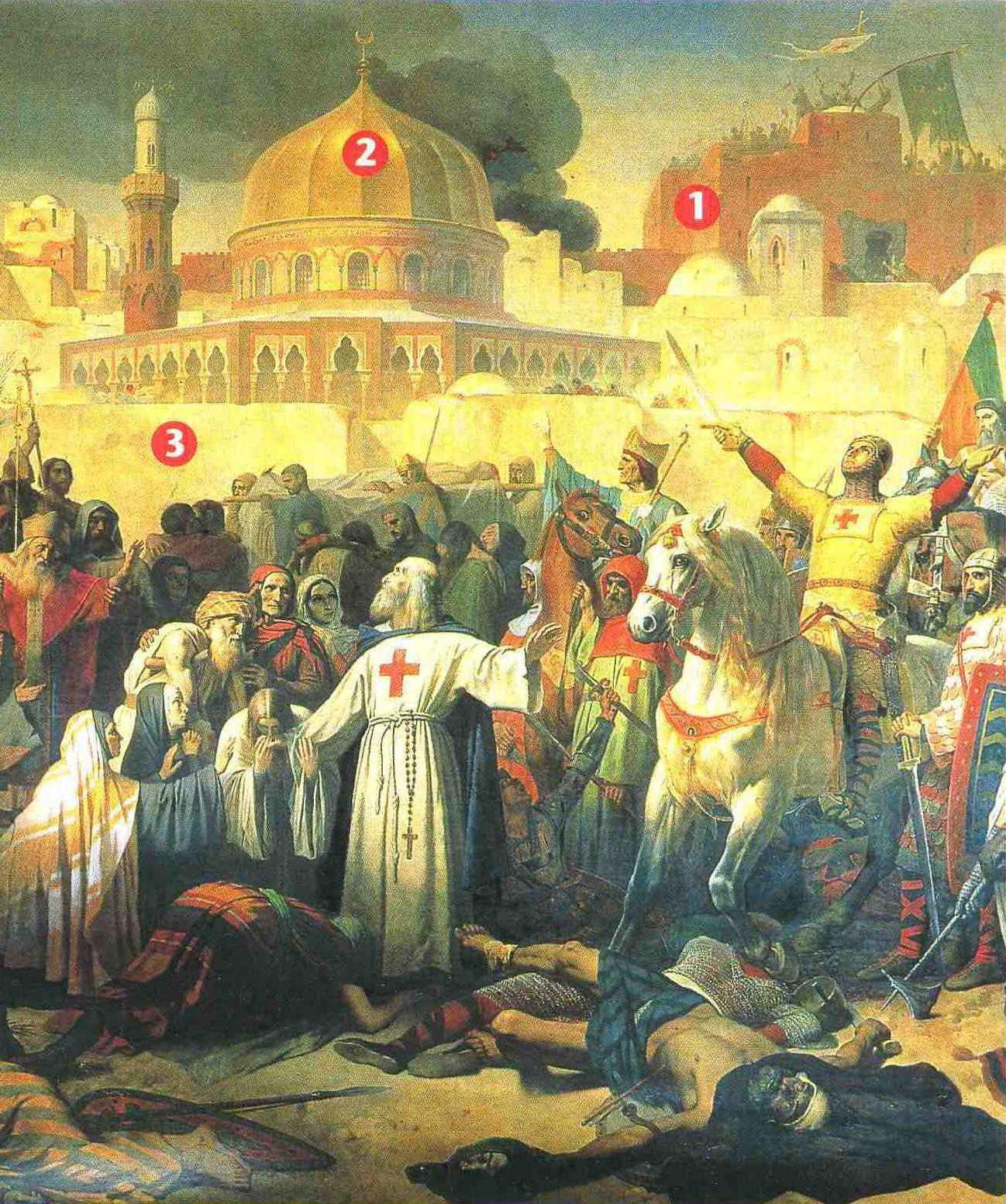
الصليبيون يدخلون القدس يوم 15 يوليو سنة 1099
1. كنيسة القيامة
2. قبة الصخرة
3. الأسوار

دمرت الكنيسة بسبب حريق في مايو 614 عندما غزت الإمبراطورية الساسانية بقيادة كسرى الثاني القدس واستولت على الصليب الحقيقي. أعاد الإمبراطور هرقل بناء الكنيسة بعد استرداد المدينة في عام 630.
دخلت القدس تحت الحكم الإسلامي وبقيت الكنيسة كما هي في العصر الإسلامي الأول بدون أن تمس بموجب العهدة العمرية التي أُمن فيها سكان المدينة على كنائسهم. يُروي بدون سند أن الخليفة عمر بن الخطاب زار الكنيسة وحين حان وقت الصلاة صلى خارج الكنيسة لكي لا يأخذ المسلمون الكنيسة ويقولوا هنا صلى عمر. دمرت الكنيسة بشدة في زلزال عام 746.
ضرب زلزال أخر المدينة في بداية القرن التاسع وقعت على أثره قبة الكنيسة ثم أصلحها البطريرك توماس الأول في عام 810. تعرضت الكنيسة لحريق في عام 841. حرقت أجزاء من البازيليكا والروطن في عام 938،

تغيَّر وضعُ اليهود والمسيحيين مع تولّي الحاكم بأمر الله شؤون الخِلافة، فقسا عليهم في المُعاملة، ويُحتمل أن يكون ذلك بسبب ضغط المُسلمين بعامَّةً الذين ساءهم أن يتقرَّب الخُلفاء من غير المُسلمين ويُعينوهم في المناصب العُليا، فأصدر الحاكم أمرًا ألزم أهل الذمَّة بلبس الغيار، وبوضع زنانير مُلوَّنة مُعظمها أسود، حول أوساطهم، ولبس العمائم السود على رؤوسهم، وتلفيعات سوداء، وذلك لتمييزهم على المُسلمين. وفي وقتٍ لاحق منعهم من الاحتفال بأعيادهم، وأمر بهدم بعض كنائس القاهرة، كما أمر الخليفة الفاطمي الحاكم بأمر الله بتدمير الكنيسة بالكامل في 18 أكتوبر 1009 ولم يسلم من ذلك إلا أجزاء قليلة من الكنيسة الأصلية وتضرر القبر المنحوت في الصخر دمر الضريح الموجود على القبر، وكانت هذه الحادثة أحد أسباب الحملات الصليبية.

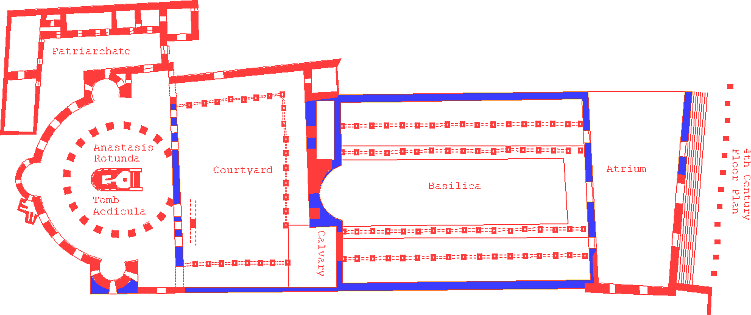
خارطة كنيسة القيامة.

### إعادة البناء
اتفق الفاطميون والإمبراطورية البيزنطية بعد مفاوضات طولية في عامي 1027-1028 على أن يسمح الخلفية الظاهر (ابن الحاكم) بإعادة بناء كنيسة القيامة. اكتملت أعمال إعادة البناء في عهد الإمبراطور قسطنطين التاسع وبطريرك القدس نيسفوروس في عام 1048. واتفقا أيضا على أن يبني مسجد بالقسطنطينية يخطب فيه للظاهر الفاطمي. لكن كان إعادة البناء الكامل للكنيسة يفوق الموارد المتاحة وتركزت البناء الجديدة على الروطن بينما ظلت البازيليكا الكبيرة خربة.
تبدلت السيطرة على القدس مرارًا بين الفاطميين والسلاجقة (الموالين للدولة العباسية) حتى وصول الصليبيين عام 1099.

### الفترة الصليبية

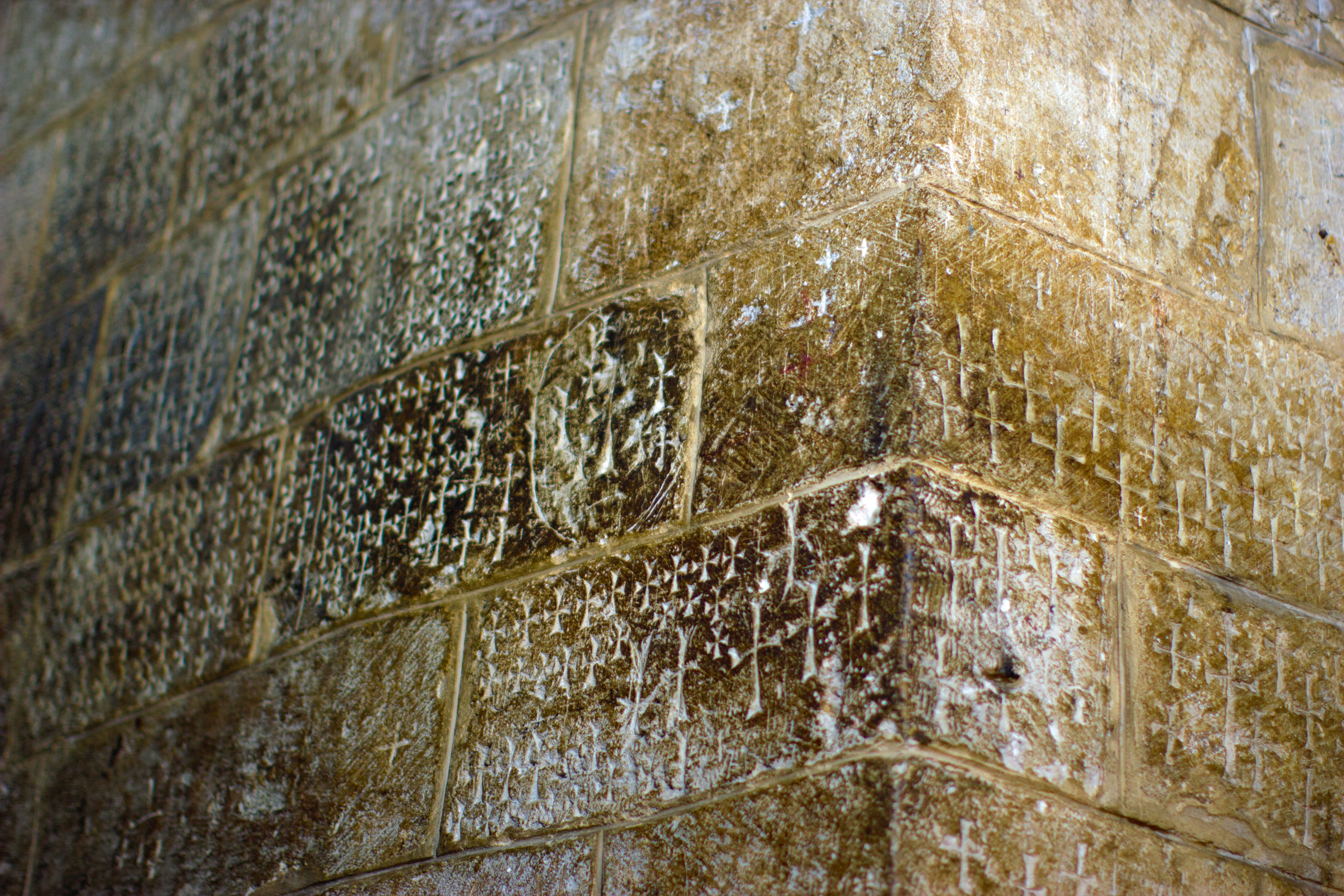
كتابات صليبية في الكنيسة

تختلف الأسباب التي دفعت البابا أوربان الثاني للدعوة الحملة الصليبية الأولى من طلب الإمبراطور البيزنطي ألكسيوس الأول كومنينوس النجدة من الغزو السلجوقي للدولة البيزنطية إلى هدم الحاكم لكنيسة القيامة والخوف من تكرار الحدث. استولى فرسان الحملة الصليبية الأولى على الكنيسة في 15 يوليو 1099.
ذكر الكاهن والحاج الألماني لودولف فون سودهايم أن مفاتيح كنيسة القيامة كانت بحوزة الجورجيين القدماء وكان الحجاج يقدمون لهم الطعام والصدقات والشموع وزيت المصابيح عند الباب الجنوبي للكنيسة. اعتقد الكثيرون في العصر الصليبي أن الصهريج الموجود تحت الكنيسة القديمة هو المكان الذي عثرت فيه القديسة هيلانة على الصليب الحقيقي وحول هذا الصهريج لاحقًا إلى كنيسة باسم كنيسة القديسة هيلانة.
ذكر وليم الصوري المؤرخ لمملكة بيت المقدس الصليبية أن الكنيسة أعيد بنائها في منتصف القرن الثاني عشر. بنيت الكنيسة على الطراز الرومانسكية وأضيف برج جرس لها. انتهت أعمال البناء في عهد الملكة ميليسندا عام 1149 وأنشئ مبنى ضخم يحوي داخله جميع الأبنية الأساسية وهي موضع موت (الجلجة) وقيامة (القبر) يسوع. أصبحت الكنيسة مقرا بطريركية القدس للاتين.
دُفن القادة الصليبيون الثمانية الأوائل لمملكة القدس (جودفري وبالدوين الأول وبلدوين الثاني وفولك وبالدوين الثالث وعموري الأول وبلدوين الرابع وبلدوين الخامس) في القرنين الحادي عشر والثاني عشر في الجزء الجنوبي من المجمع داخل كنيسة آدم. نهب الخوارزميين هذه القبور عام 1244 ومن المحتمل أن تكون بقيت سليمة إلى حد كبير حتى عام 1808 حتى أكلها الحريق الذي ضرب الكنيسة. من الممكن أن جثث الملوك توجد في حفر غير واضحة تحت أرضية الكنيسة.
استعاد صلاح الدين الأيوبي المدينة والكنيسة في عام 1187، وسمح للحجاج المسيحيين بزيارة الكنيسة بموجب المعاهدة التي أُبرمت بعد الحملة الصليبية الثالثة. استرد الإمبراطور فريدريك الثاني المدينة والكنيسة بموجب معاهدة في القرن الثالث عشر مع الكامل بن صلاح الدين. ويبدو أن الكنيسة كانت تحت سيطرة البطريرك الأرثوذكسي اليوناني أثناسيوس الثاني في الفترة الأخيرة الحكم اللاتيني للقدس. سيطر الخوارزميون على المدينة والكنيسة في عام 1244.

### العصر العثماني
كان هناك وجود للنسطوريين في الكنيسة من عام 1348 حتى عام 1575 وفقًا للروايات الفرنسيسكانية المعاصرة. جدد الرهبان الفرنسيسكان الكنيسة في عام 1555. وضع الراهب بونيفاس من راغوزا ضريح رحامي حول بقايا قبر المسيح، ربما لمنع الحجاج من لمس الصخرة الأصلية أو أخذ قطع صغيرة منها. ووضع لوح رخامي فوق سرير الدفن الجيري الذي يُعتقد أن جسد يسوع وضع عليه.
تبادل الفرنسيسكان والأرثوذكس السيطرة على الكنيسة بعد تجديدها في عام 1555 كانت السيطرة عليها تأتي ممن يمكنه الحصول على فرمان بذلك من الباب العالي. لم يحل موضوع السيطرة عليها رغم أنه نوقش في معاهدة كارلوفيتز في عام 1699. ويُقال أن الأرثوذكس استولوا على جزء من الكنيسة التي كان يسيطر عليها الفرنسيسكان خلال الأسبوع المقدس لعام 1757 وهو ما قد يكون السبب في إصدار فرمان الوضع الراهن.
حدث حريق في الكنيسة في عام 1808 تضررت منه بشدة حيث انهارت منها قبة الروطن وتدمر زخرفة الكنيسة، أعاد المهندس نيكولاوس كومنينوس ترميم الكنيسة في عامي 1809 و1810 على الطراز الباروكي العثماني المعاصر. بُدل بناء الجزء الداخلي من غرفة الانتظار (كنيسة الملاك الحالية) من التصميم السابق نصف الدائرة إلى مربع.
عزز مرسوم صادر عن السلطان عبد المجيد الأول في عام 1853 الوضع الراهن للأماكن المقدسة وبقاء ملكيات أجزاء الكنيسة كما حددت سابقًا. رمم الكاثوليك واليونانيين والأتراك قبة الكنيسة في عام 1868 وهي الباقية حنى الحين.

### الانتداب البريطاني
كانت الكسوة الحجرية الحمراء التي وضعها نيكولاوس كومنينوس قد تأكلت خلال فترة الانتداب البريطاني على فلسطين بعد الحرب العالمية الأولى، ثبتتها السلطات البريطانية بسقلات حديدة في عام 1947 حتى رممت في عامي 2016 و2017.

### الحكم الأردني والإسرائيلي

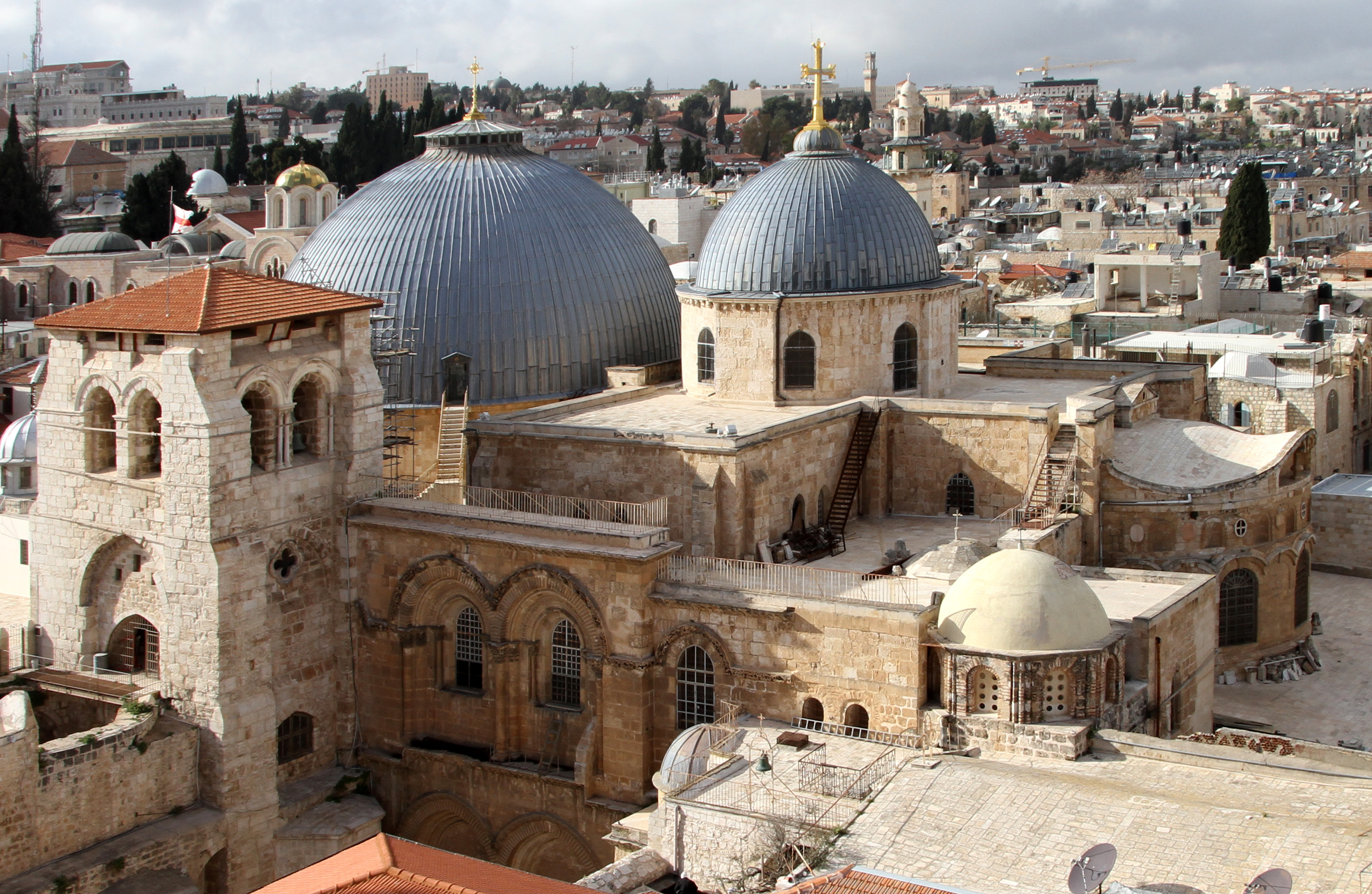
كنيسة القيامة في القدس.

اتفق رؤساء الطوائف الثلاث على القيام بأعمال الترميم في القبة التي فوق القبر المقدس في ديسمبر عام 1994. أعدّ التصاميم الفنان الأمريكي آرا نورمارت، وقد تولّت «البعثة البابوية في سبيل فلسطين» الإشراف على الأعمال حيث حازت على ثقة الطوائف الثلاث بفضل عدم محاباتها للجميع.
قُسمت القدس بين الأردن وإسرائيل في عام 1948 وأصبحت البلدة القديمة مع الكنيسة تحت السيادة الأردنية. استولت القوات الإسرائيلية على القدس الشرقية في عام 1967 خلال حرب الأيام الستة ومنذ ذلك الحين والمنطقة تحت السيطرة الإسرائيلية. جددت قبة كنيسة القيامة مرة أخرى بين عامي 1994 و1997 كجزء من عمليات الترميم الشاملة التي بدأت منذ عام 1959. تبين أثناء أعمال الترميم والحفريات بين عامي 1970 و1978 داخل المبنى وتحت بازار مورستان أن المنطقة كانت في الأصل مقلعًا للحجر الجيري الأبيض.

#### كنيسة القديس فارتان

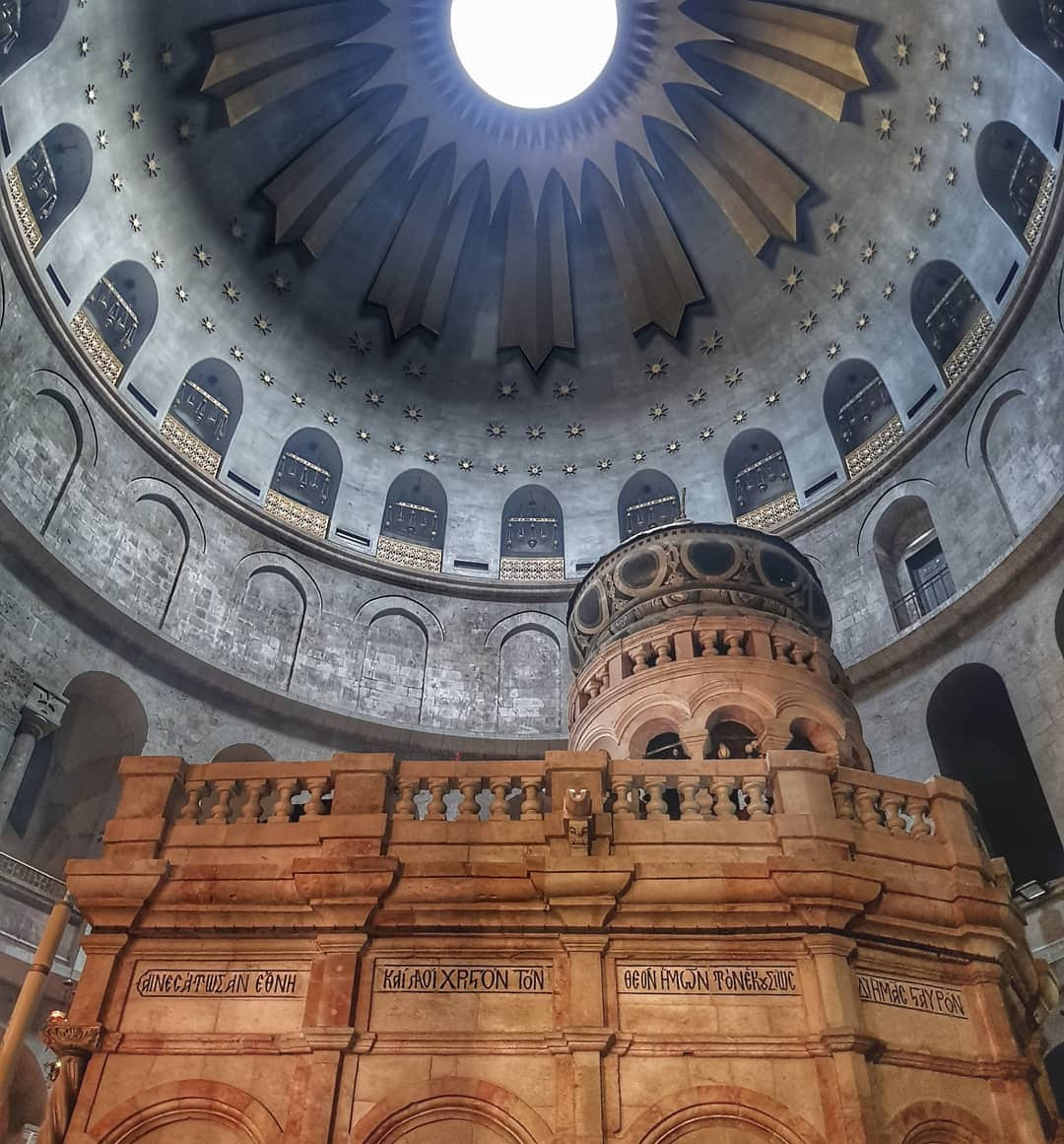
سقف كنيسة القيامة

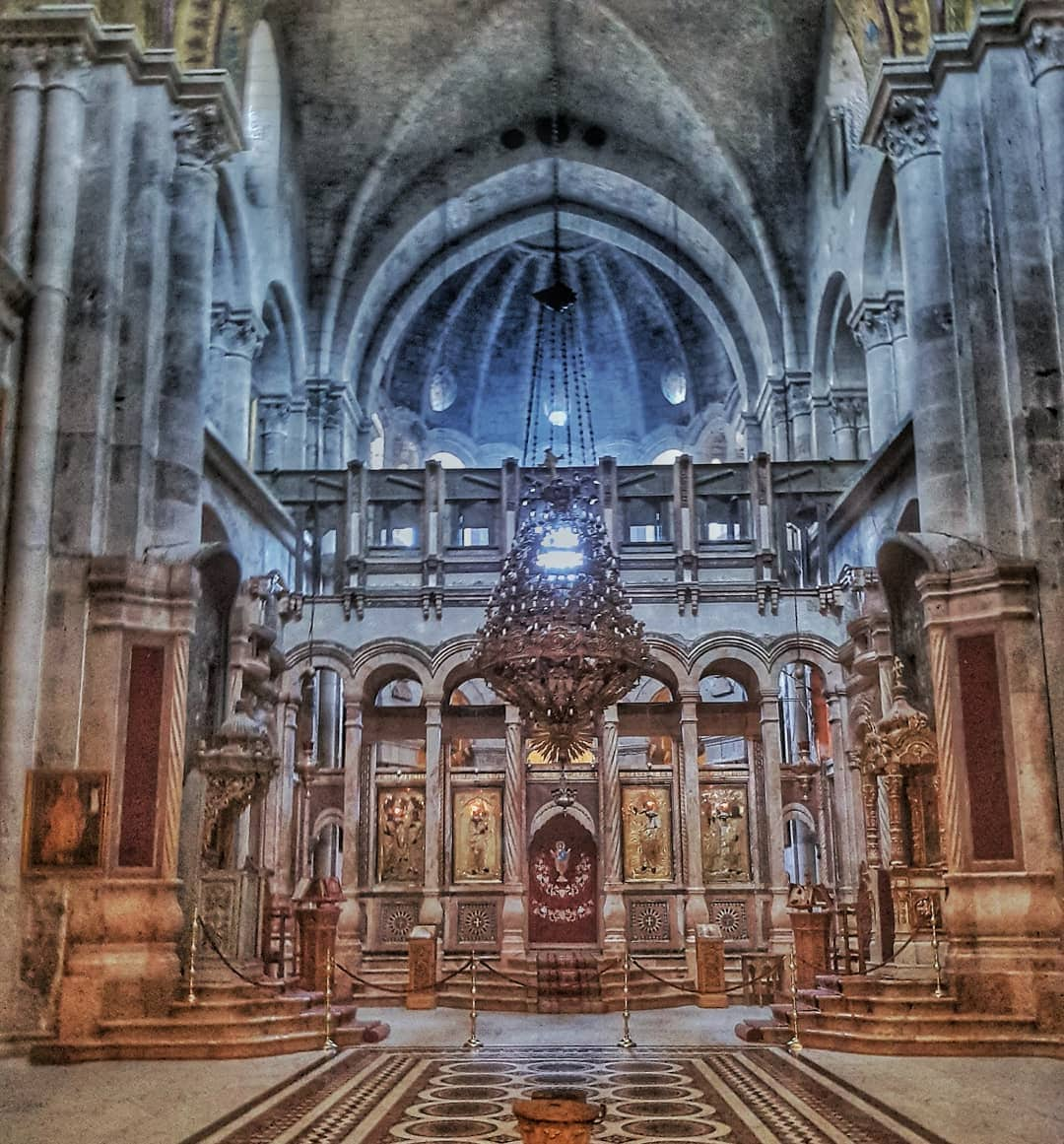
صورة من داخل الكنيسة

اكتشف علماء الأثار فراغًا يحتوي على رسم لسفينة حجاج رومانية شرق كنيسة القديسة هيلانة، في الفراغ جدران يدعمان منصة معبد هادريان الذي يعود للقرن الثاني وجدارًا أعلى منه يعود للقرن الرابع بني ليدعم كاتدرائية قسطنطين. حُولت السلطات الأرمنية هذه المنطقة الأثرية إلى كنيسة القديس فارتان في أوائل السبعينيات وبنت ممر فوق المحجر يتيح الوصول لللكنيسة الجديدة من كنيسة سانت هيلانة.

#### ترميم الضريح
أعلنت سلطة الآثار الإسرائيلية أن هيكل الصريح أصبح غير آمن بعد سبعة عقود من دعمها بالعوارض الفولاذية. اتفق على ترميمها وتنفيذ الترميم بين مايو 2016 ومارس 2017. مول الصندوق العالمي للآثار جزء كبير من المشروع البالغ تكلفته 4 ملايين دولار إضافة إلى 1.3 مليون دولار من ميكا إرتيغون ومساهمة كبيرة من الملك عبد الله الثاني بن الحسين ملك الأردن. وجدت الجدران الجيرية الأصلية بحالة جيدة وأنشئت نافذة لعرضها من الداخل. كما اكتشاف نفق تحت الأرض ويبدو أنه يمتد من القبر. أزيل الغطاء الرخامي الذي يحمي ما يُعتقد أنه سرير دفن يسوع لأول مرة منذ عام 1555 في 26 أكتوبر 2016. تبين في ليلة 28 أكتوبر أن سرير الدفن الأصلي المصنوع من الحجر الجيري كان سليماً، أعيد إغلاق القبر بعد ذلك بوقت قصير.

#### جائحة 2020
أمر مسؤولو الصحة في إسرائيل في 25 مارس 2020 بإغلاق الموقع بسبب جائحة فيروس كورونا، قال حارس المفاتيح كان هذا الإغلاق هو الأول من نوعه منذ الموت الأسود في عام 1349. استمر رجال الدين في أداء الصلوات الاعتيادية داخل المبنى وأعيد فتحه للزوار بعد شهرين في 24 مايو.

#### اكتشاف لوح مذبح صليبي
أزيح لوح حجري كان مغطى بالكتابات عن جدار في الكنيسة خلال ترميمها في عام 2022 اكتشفت تحته زخرفة بأسلوب الكوزماتيك. وبحسب عالم آثار من هيئة آثار إسرائيل فإن الزخرفة كانت مطعمة بقطع من الزجاج والرخام الأملس. ويُعتقد أن هذه البقايا كانت جزءًا من واجهة المذبح الرئيسي للكنيسة من العصر الصليبي (حوالي عام 1149) والذي استمر استخدامه حتى أتلفه حريق عام 1808.

## محتويات البازليك

### الواجهة

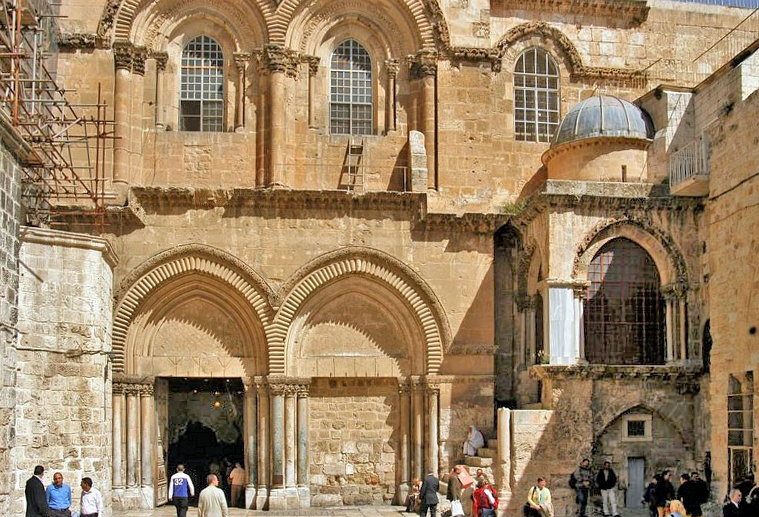
واجهة كنيسة القيامة.

عند الباحة في مواجهة الكنيسة يوجد دير مار إبراهيم للروم الأرثوذكس وقد سمي بهذا الاسم تيمنا بالتقليد المسيحي الذي يقول بأن إبراهيم جاء إلى هذه الصخرة يقدّم ابنه ذبيحة. وهناك إلى اليمين كنيسة مار يعقوب للأرمن والقديس ميخائيل للأقباط. إلى اليسار هناك ثلاث كنائس مكرسة للقديس يعقوب والقديس يوحنا والشهداء الأربعين. في شرق المجمع كنيسة القديس ميخائيل وكنيسة الكائنات الحية الأربعة (التي يتنازع عليهما الأقباط والإثيوبيين)، ودير السلطان (متنازع عليه أيضا) وهو دير على السطح يحيط بقبة كنيسة القديسة هيلانة.

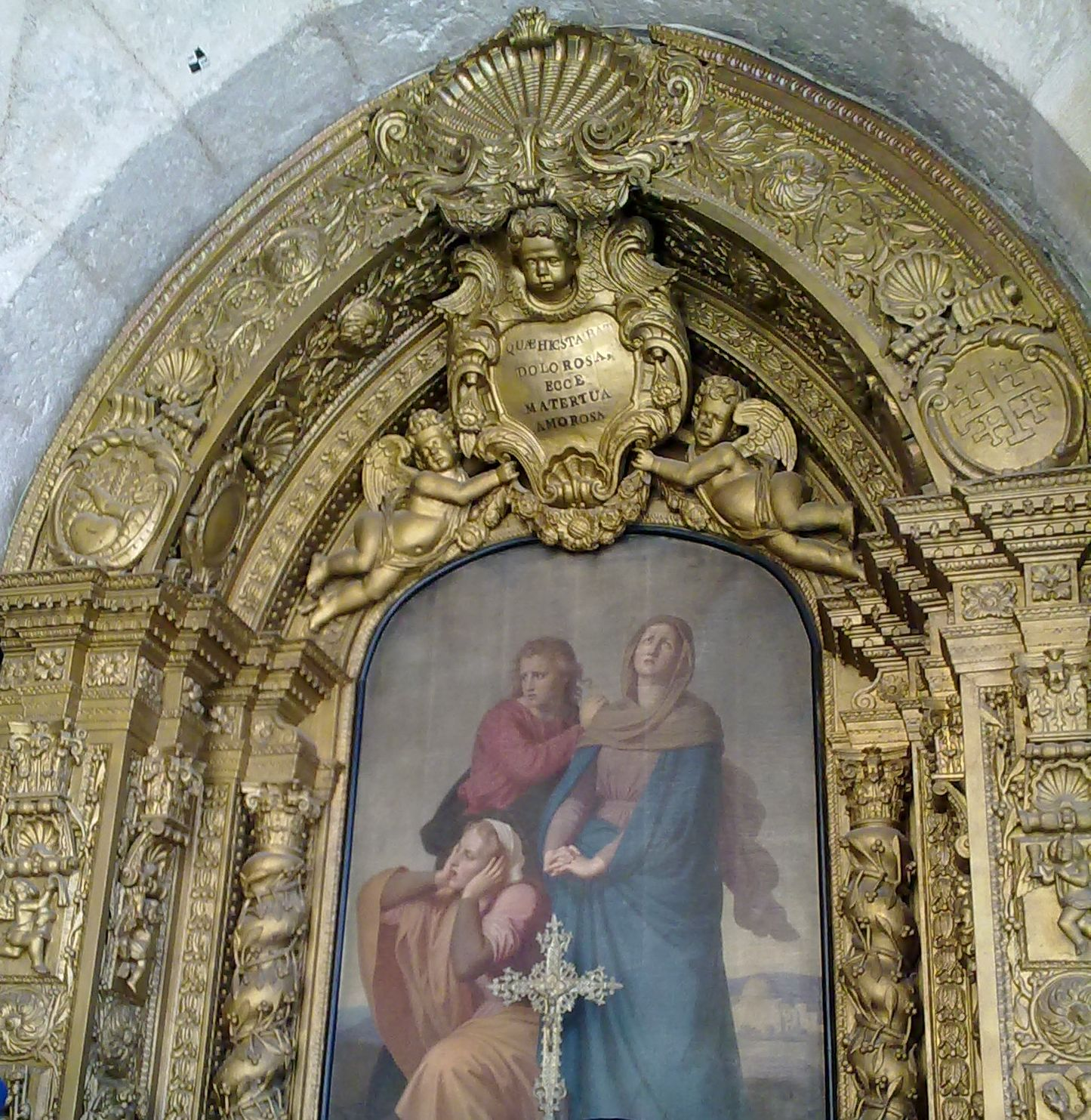
صورة في مذبح كنيسة الإفرنج.

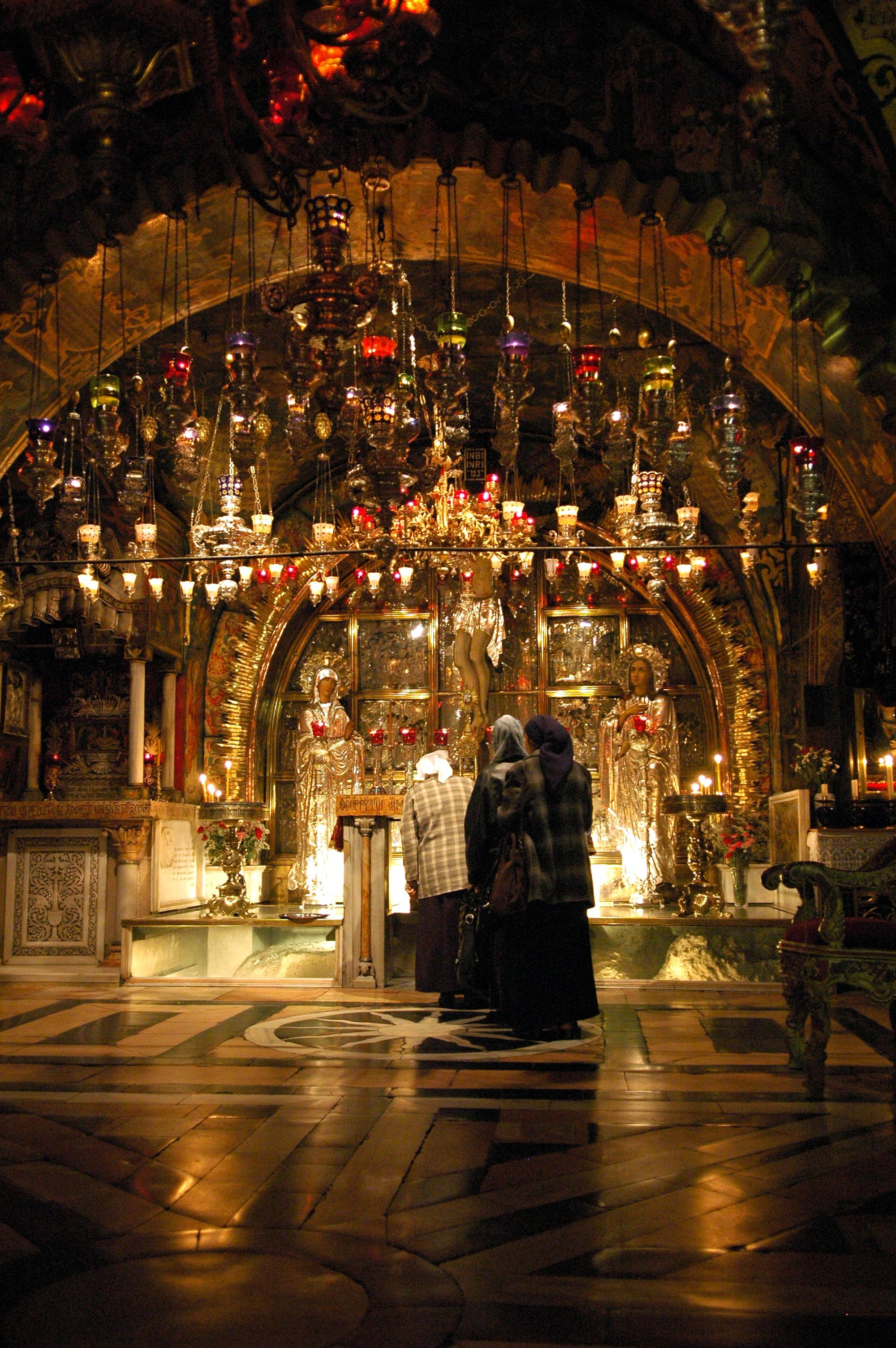
مذبح الجلجلة.

الواجهة. يسيطر عليها برج الأجراس الصليبي وقد تهدم الجزء العلوي منه في القرن السادس عشر واستبدل في القرن التالي بغطاء من القرميد (الطوب). واستبدلت الأجراس الصليبية التي فككها صلاح الدين وذوبها بأجراس أخرى في القرن الماضي. تقدم لنا الواجهة التي بناها الصليبيون مدخلين سدّ أحدهما في أيام صلاح الدين. كانت البازيليك حتى بداية القرن الماضي تفتح أبوابها في الأعياد الاحتفالية فقط، أما اليوم فهي مفتوحة كل يوم.
تتواجد كنيسة الإفرنج - الدرج الذي إلى اليمين قبل الدخول إلى الكنيسة التي تؤدي إلى معبد «سيدة الأوجاع» ويقال له أيضا كنيسة الإفرنج وهي للآباء الفرنسيسكان الذين يحتفلون فيها بالقداس الإلهي كل يوم. تحت هذه الكنيسة تقوم كنيسة أخرى مكرسة للقديسة مريم المصرية.
تذكر عائلة نسيبة المسلمة أن مسؤولة عن باب الكنيسة كونها طرف محايد منذ القرن السابع. وتقول أي أن الوثائق التي تحتفظ بها الطوائف المسيحية المختلفة تذكرها في القرن الثاني عشر في زمن صلاح الدين، منذ ذلك الحين وعائلة نسيبة مسؤولة عنها.

### برج الجرس
يقع برج الجرس الصليبي العائد للقرن الثاني عشر جنوب الروطن على يسار المدخل. انهار الجزء العلوي منه في عام 1545. ثم انهار طابقان أخران في عام 1719.

### الجلجلة

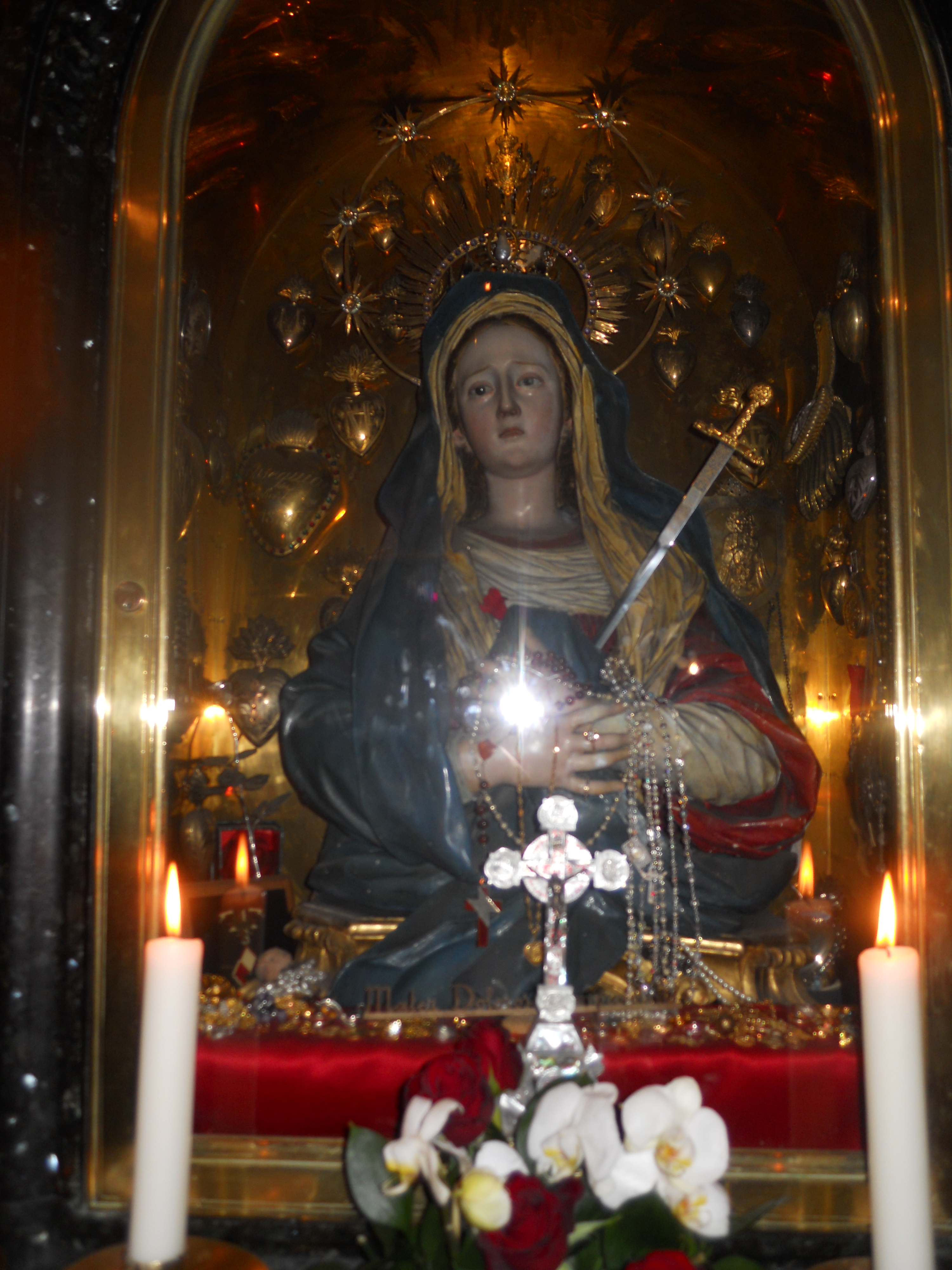
تمثال العذراء ام الأوجاع.

في مدخل الكنيسة يوجد درج يؤدي إلى الجلجثة الموقع حسب التقليد الذي صلب يسوع والجزء الأكثر فخامة في الكنيسة. يخرج منها بدرج آخر مقابل للأول. تقع الجلجثة وكنائسها الصغيرة جنوب المذبح الرئيسي للمبنى المركزي.
تنقسم الجلجثة إلى قسمين: قسم للروم الأرثوذكس وآخر للكاثوليك لكل منهما مذبحه الخاص. في اليسار يوجد مذبح الكنيسة الأرثوذكسية اليونانية فوق الصخرة المفترضة للجلجثة (المحطة الثانية عشر للصليب) والتي يمكن لمسها من فتحة تحت المذبح، ويمكن مشاهدتها من الزجاج الواقي الموجود على جانبي المذبح. أما تمتد كنيسة الروم الكاثوليك (الفرنسيسكان) فتوجد في تسمير الصليب المحطة الحادية عشر لدرب الصليب في الجنوب. بين المذبح الكاثوليكي والمذبح الأرثوذكسي يوجد مذبح لستابات ماتر الكاثوليكي الذي يحتوي هيكل وفوقه صورة ليسوع المصلوب وعلى جانبيه القديس يوحنا والعذراء أمّهو وهذه هي المذبح المحطة الثالثة عشر لدرب الصليب.
أسفل كنيسة الجلجثة في الطابق الأرضي توجد كنيسة آدم. التي يقول التقليد أن المكان الذي صلب فيه يسوع يقع فوق المكان الذي دفنت فيه جمجمة آدم. ويقال أن دم المسيح سال على الصليب وعبر الصخور حتى وصل إلى جمجمة آدم. من خلال نافذة في الجزء الخلفي من حنية القرن الحادي عشر، يمكن رؤية صخرة الجلجثة مع صدع يُعتقد تقليدياً أنه نتج عن الزلزال الذي حدث بعد وفاة يسوع عن طريق نافذة في خلف الحنية العائدة للقرن الحادي عشر. يعتقد بعض العلماء أن الصدع نتيجة لعيب طبيعي في الصخرة.
خلف كنيسة آدم توجد الخزانة اليونانية والتي نُقلت بعض محتوياتها إلى متحف البطريركية الأرثوذكسية اليونانية في شارع بطريركية الروم الأرثوذكس.

### حجر الطيب
يوجد في مدخل الكنيسة حجر الطيب أو حجر المسحة الذي يعتبر التقليد هو المكان الذي أعد فيه يوسف الرامي جسد يسوع للدفن، على أن هذا التقليد لم يظهر إلا في العصر الصليبي (بخاصة الحاج الدومينيكي الإيطالي ريكولدو دي مونتي في عام 1288) أضيف الحجر الحالي في إعادة الإعمار عام 1810.
يتميز الجدار خلف حجر المسحة بشرفاته الزرقاء الرائعة والأعلام الحمراء وهو مزين بالمصابيح. تُظهر الفسيفساء الحديثة على الجدار صورة جسد المسيح على الحجر، تسبق هذه الفسيفساء مشهد النزول من الصليب على اليمين ومتبوعة بمشهد دفن المسيح على اليسار.

كان الجدار إضافة مؤقتة لتدعيم القوس الذي فوقه الذي أُضعف بسبب الأضرار الناجمة عن حريق عام 1808. يفصل الجدار الحجر عن الروطن ويفصل مدخله عن المبنى المركزي ويقع فوق أربعة قبور صليبية فارغة. تتباين الآراء حول ما إذا كان حجر المسحة يعد المحطة الثالثة عشر من درب الصليب. توجد مصابيح فوق حجر المسحة تبرع بها الأرمن والأقباط واليونان واللاتين.

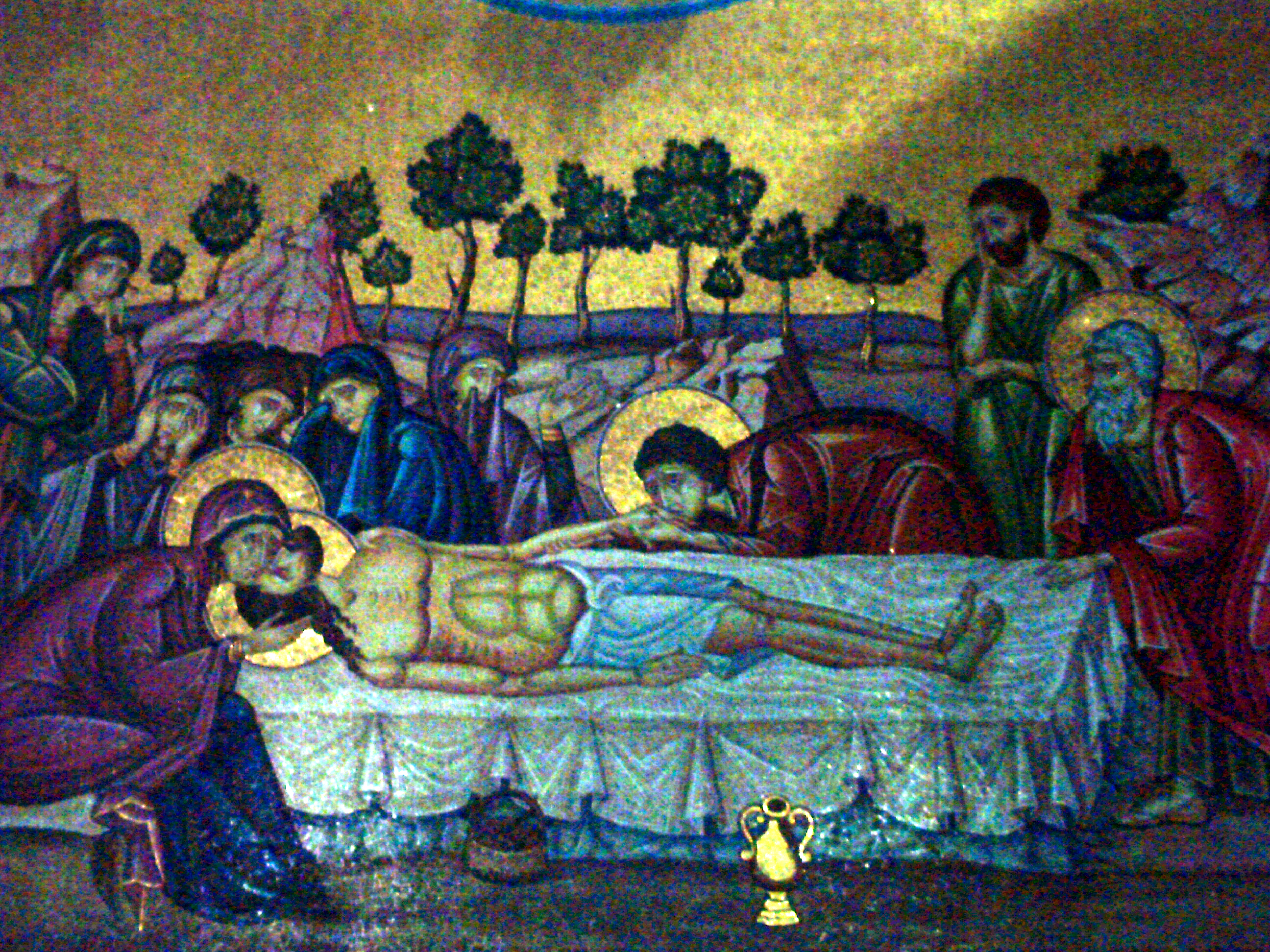
فسيفساء نزول المسيح.
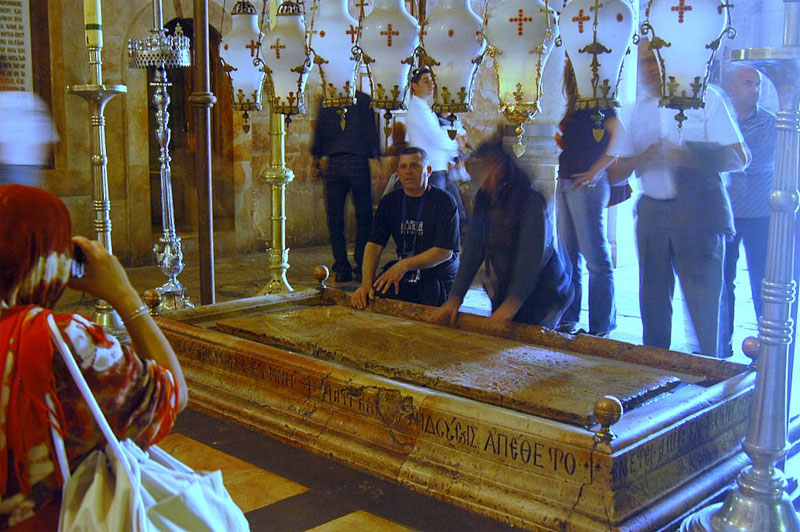
حجر الطيب.
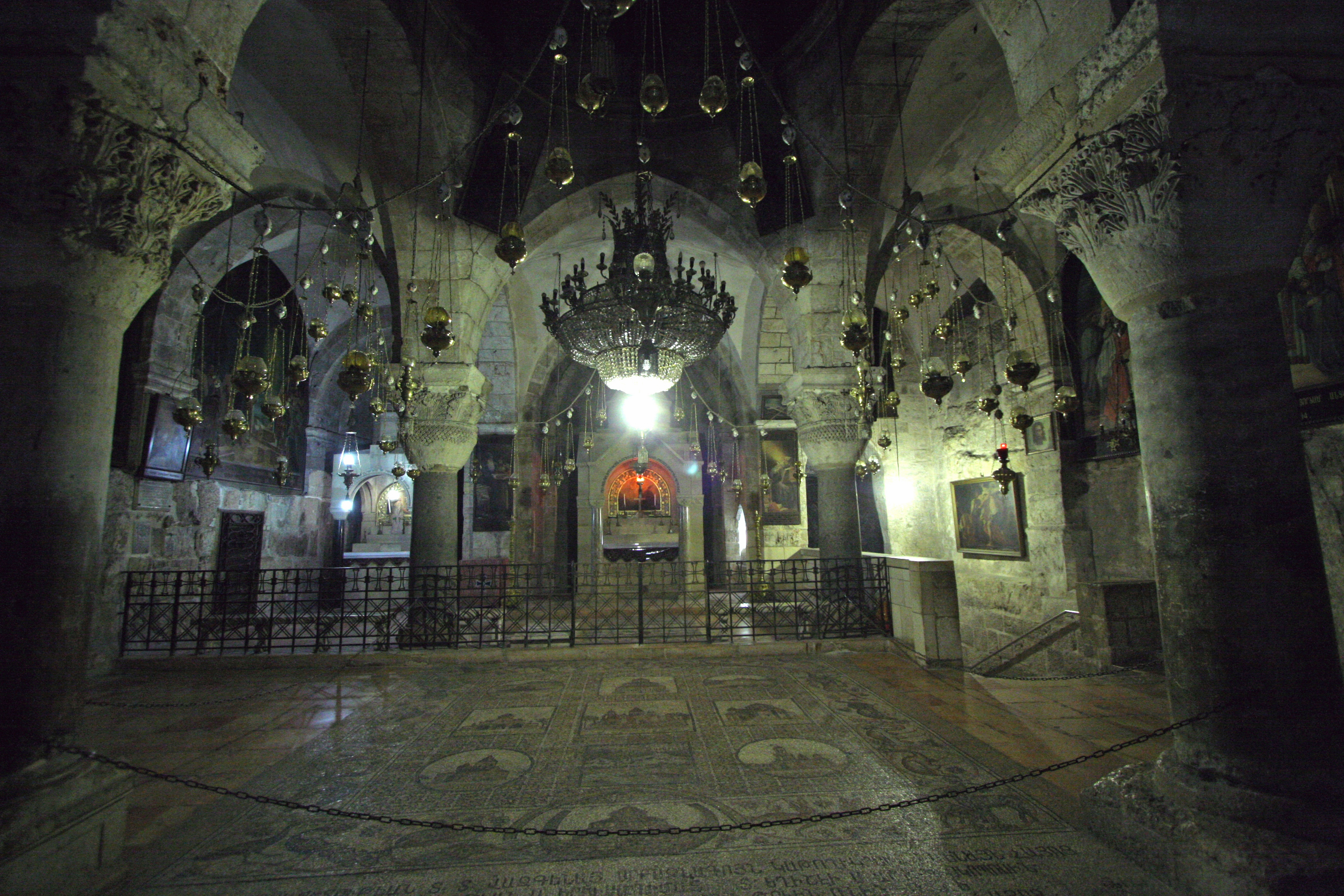
كنيسة القديسة هيلانة الارمنية.

### الروطن والقبر

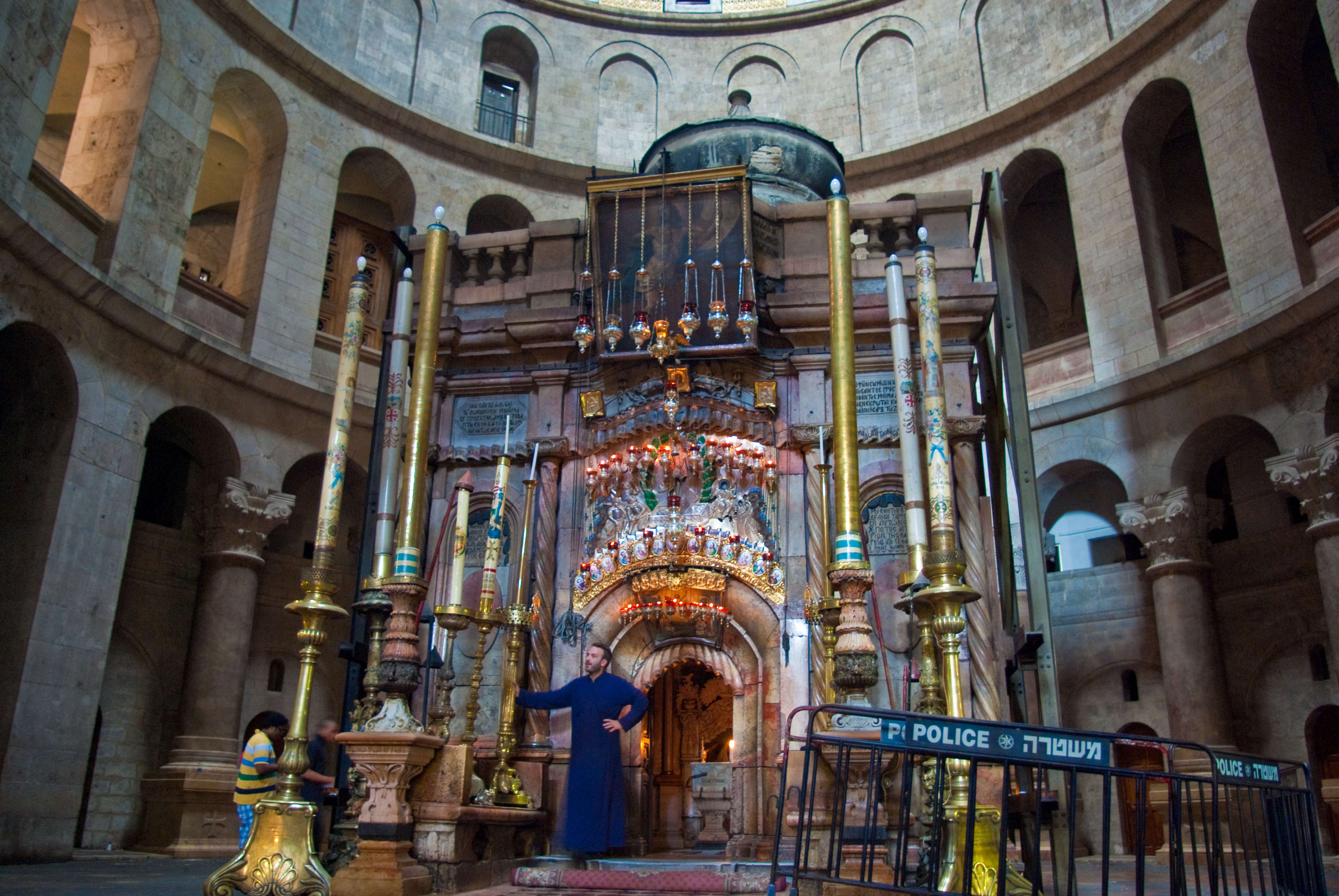
صورة لضريح قبر يسوع.

الروطن هو البناء الذي تقوم عليه القبة الكبرى الواقعة في أقصى الجانب الغربي.  يقوم القبر في منتصف البناء تزينه الشمعدانات الضخمة، ويسمى aedicula بالاتينية والتي تعني الضريح الصغير. ينقسم البناء من الداخل إلى غرفتين، الغرفة الخارجية عبارة عن دهليز لإعداد الميت ويقال لها كنيسة الملاك، أما المدخل الصغير المغطّى بالرخام فهو الباب الحقيقي للقبر الأصلي والذي تمّ إغلاقه بحجر إثر موت يسوع كما يقول الإنجيل. وقعت لوح رخامي فوق الحجر الجيري للقبر لمنع الحجاج من إزالة أجزاء من الصخرة الأصلية كتذكار في عام 1555. أزيل لوح الرخام العلوي ي أكتوبر 2016 ليكتشف لوح رخامي أخرى مكسور تحته منحوت عليه صليب تحت الحجر الجيري السليم.
تمتلك الكنائس الأرثوذكسية الشرقية والرومانية الكاثوليكية والأرمنية الرسولية القبر بموجب قانون الوضع الراهن وتقيم الطوائف الثلاث القداس الإلهي أو القداس الإلهي هناك يوميا. كما أنه يستخدم في احتفالات أخرى مثل سبت النور بقيادة بطريرك الروم الأرثوذكس (بمشاركة بطاركة الأقباط والأرمن). تاريخيا تحتفظ الكنيسة الجورجية الأرثوذكسية بمفتاح الضريح.

على يمين القبر في الجزء الشمالي الغربي من الروطن توجد كنيسة الظهور الكاثوليكية الرومانية.

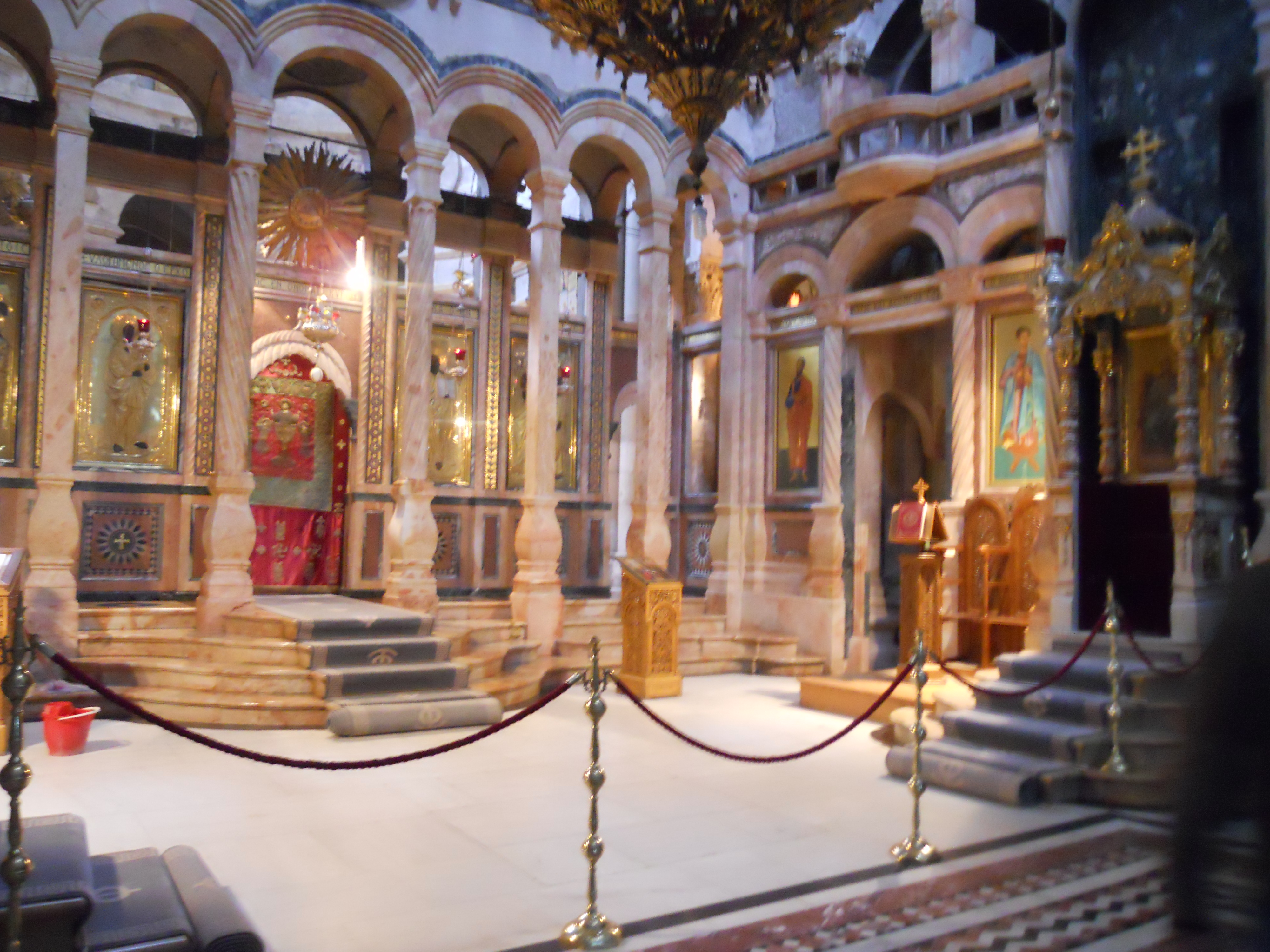
خورس الروم الأرثوذكس.

### المبنى المركزي
في الصحن المركزي للكنيسة العائدة للعصر الصليبي، شرق الروطن يوجد يقع الهيكل الصليبي الذي يحتوي على المذبح الرئيسي للكنيسة والذي يملكه اليونان الأرثوذكس. للمبنى قبة بقطر 19.8 مترًا عليها صليب الجلجثة العملاق، الذي أهداه البطريرك اليوناني ديودوروس الأول في عام 1996. كانت هذه فكرة البروفيسور الإسرائيلي غوستاف كونيل بسبب تميز المكان ولكي يصبح رمزًا للوحدة بين مجتمعات الإيمان المسيحي.

خلف الهيكل الصليبي وشرقه يوجد الأيقونسطاس الكاثوليكي الذي يحيط بالمنطقة الأرثوذكسي، يُحاط الأيقونسطاس بعرشين أسقفيين: العرش الجنوبي (الكاتيدرا) المخصص لبطريرك القدس للروم الأرثوذكس، والعرش الشمالي لرئيس الأساقفة. هناك مفهوم شائع بأنهما عرشين بابوين حيث يعتقد بأن العرش الشمالي لبطريرك أنطاكية وهو مفهوم خاطئ.
- أيقونة المسيح ضابط الكل في قبة المبنى المركزي
- صليب الجلجثة

### الدير الأرمني
بالقرب من الفسيفساء الضخم الذي على الواجهة جنوب القبر يوجد سلم صغير يؤدي إلى دير الأرمن حيث هناك قبّة صغيرة تغطي حجرا مستديرا هو حجر المريمات الثلاث الذي أقيم لذكرى المريمات اللواتي ساعدن يسوع المحتضر، كما في متى 27، 55 «وَمِنْ بَعِيدٍ، كَانَتْ نِسَاءٌ كَثِيرَاتٌ يُرَاقِبْنَ مَا يَجْرِي، وَكُنَّ قَدْ تَبِعْنَ يَسُوعَ مِنَ الْجَلِيلِ لِيَخْدِمْنَهُ، وَبَيْنَهُنَّ مَرْيَمُ الْمَجْدَلِيَّةُ، وَمَرْيَمُ أُمُّ يَعْقُوبَ وَيُوسِي، وَأُمُّ ابْنَيْ زَبَدِي.».

### كنيسة السريان الأرثوذكس
في آخر الرواق مقابل هيكل الأقباط يوجد ممر ضيق بين العمودين يؤدي إلى قبر محفور في الصخر يعود إلى أيّام يسوع. يدل هذا الأمر على أن المنطقة، التي ضمها السور الذي بني عام 43-47 فأصبحت جزءا من المدينة، كانت في حقيقة الأمر مقبرة، ويعتقد أن يوسف الرامي ونيقوديموس دفنا به.

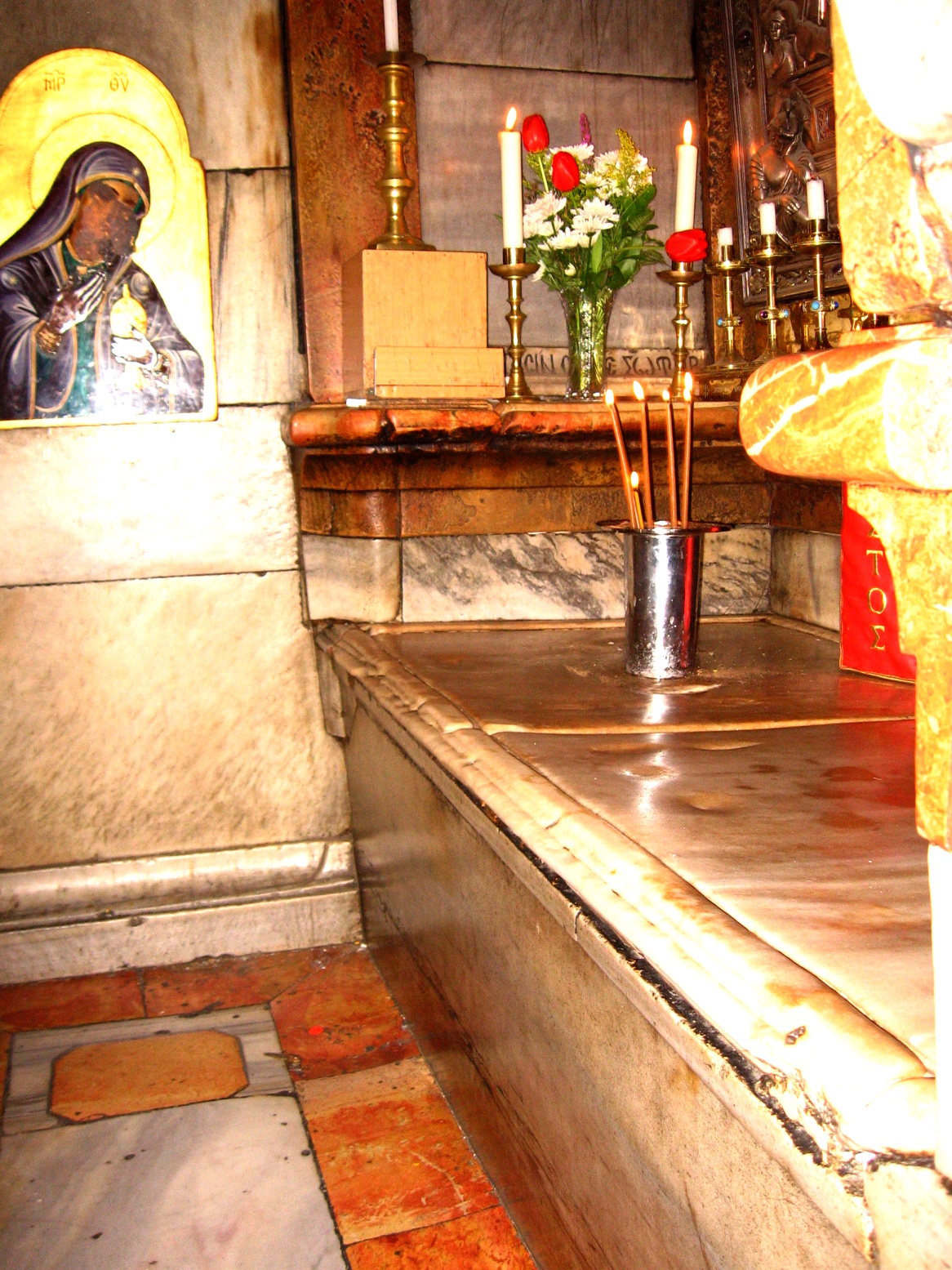
قبر يسوع من الداخل.

### منطقة الفرنسيسكان

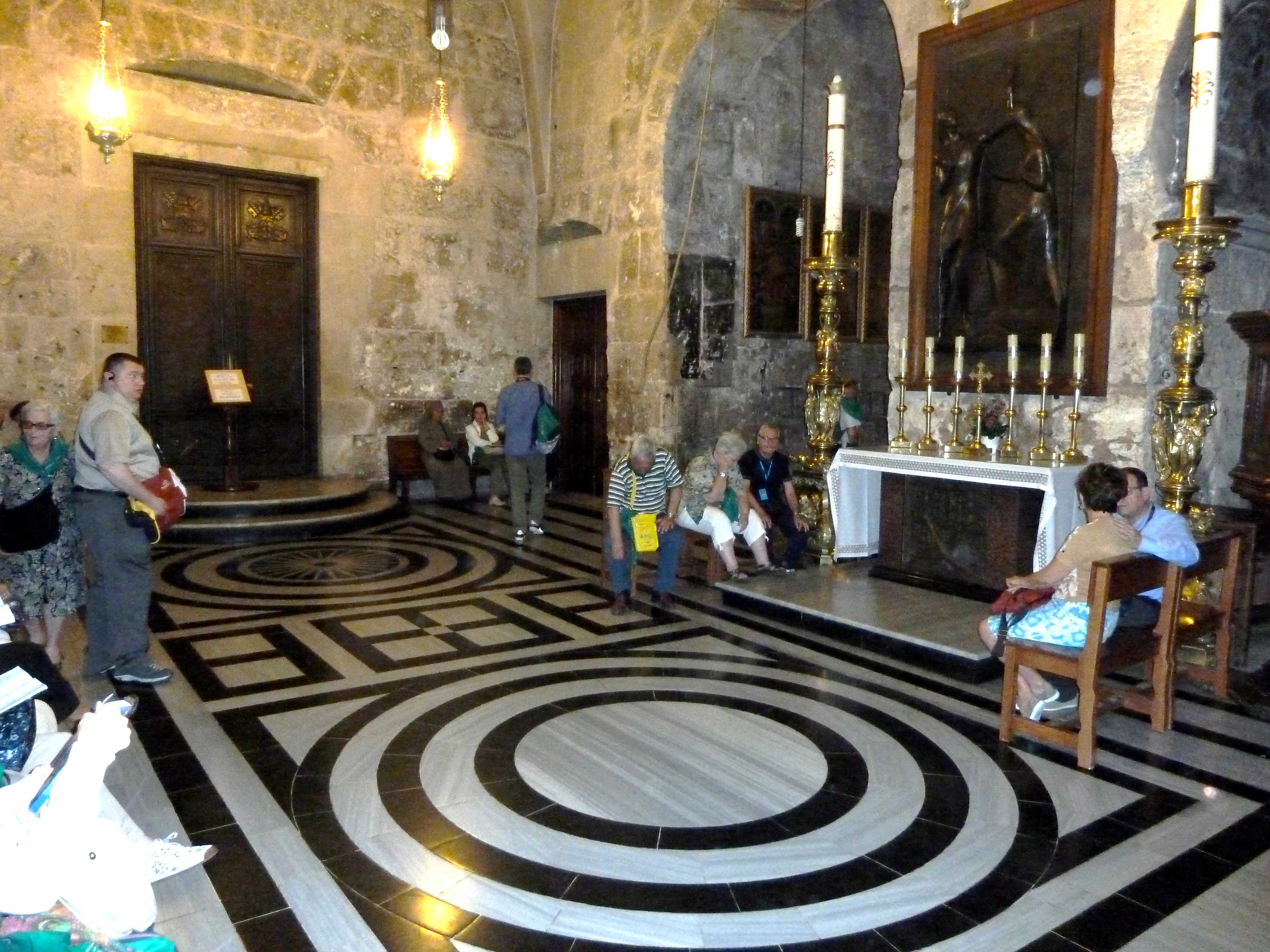
كنيسة مريم المجدلية

توجد شمال القبر المقدس. في المنطقة كنيسة مريم المجدلية الفرنسيسكانية وهي منطقة مفتوحة يزعم أنه المكان الذي التقت فيه مريم المجدلية بيسوع بعد قيامته. وكنيسة القربان الأقدس والتي تحيي ذكرى ظهور يسوع الفصحي للعذراء مريم. هذا الظهور لا نجد له ذكرا في النصوص الإنجيلية بل في الأناجيل المنحولة منها كتاب «قيامة المسيح» (من وضع برنابا الرسول) وغيره. في الجهة اليمنى يوجد عمود على الحائط يعتقد أنه جزء من العمود الذي جلد عليه يسوع.

### أقواس العذراء
هي سبعة أروقة مسقفة توجد في شمال الجناح الشمالي من الكنيسة. يتنازع الأرثوذكس واللاتينيين على ملكيتها وتستخدم المنطقة حاليًا لتخزين السلالم.

### سجن المسيح
يوجد سجن المسيح في الجانب الشمالي الشرقي من المجمع الذي يزعم أنه المكان الذي سجن فيه يسوع ريثما أحضروا الصلبان المعدة للصلب.  

### كنيسة القديسة هيلانة
كنيسة سانت هيلانة يذهب إليها عن طريق درج بين كنيسة اقتسام الثياب وكنيسة ديريسيون اليونانية. يسميها الأرمن الذين يمتلكونها بكنيسة القديس غريغوريوس المستنير الذي دعا الأرمن للمسيحية.

### كنيسة القديس فارتان
كنيسة القديس فارتان (أو فاردان) يوجد في الجانب الشمالي من كنيسة القديسة هيلانة باب من الحديد المزخرف يؤدي إلى منصة صناعية تطل على المحجر يؤدي إلى كنيسة القديس فارتان. تضم الكنيسة بقايا أثرية من معبد هادريان وكاتدرائية قسطنطين ولكن لا تفتح إلا في ظروف معينة.

### كنيسة العثور على الصلبان
كان هذا المكان بئرا مهجورة من العصر الروماني وتقول رواية أوسيبيوس أن هيلانة أمرت بالتنقيب في المكان بحثا عن صليب يسوع فوجدت في هذه البئر الصلبان الثلاثة ومن بينها صليب يسوع.[بحاجة لمصدر]

## الوضع الراهن

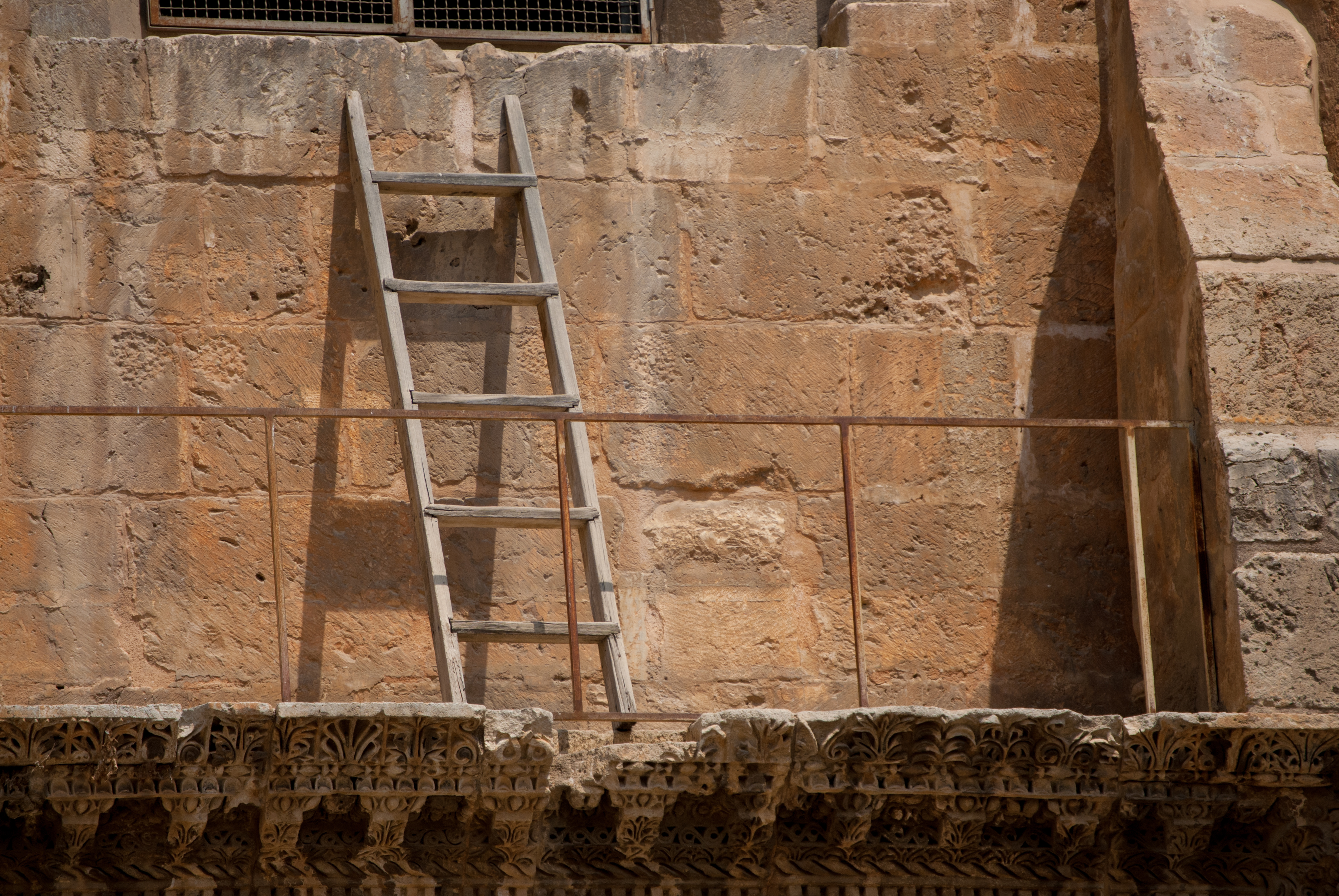
نتيجة للوضع الراهن لم يغير موقع السلم الثابت منذ وضع في عام 1757.

### الفرمان العثماني
ساهم المرسوم العثماني لعام 1757 في إرساء الوضع الراهن الذي ينظم الأوضاع في مختلف أماكن الأراضي المقدسة. وقد أبقى فرمان السلطان عبد المجيد الأول لعام 1852/3 على القانون السابق بتنظيمه قوانين للملكية واللوائح المتعلقة بدور الطوائف المختلفة.
الحراس الأساسيون للمواقع المقدسة هم الكنيسة الرومانية الكاثوليكية وكنيسة الروم الأرثوذكس والكنيسة الأرمنية الرسولية. المسؤول في الكنيسة الروم الأرثوذكسية في هذا الأمر بطريركية القدس للروم الأرثوذكس وأخوية القبر المقدس والمسؤول في الكنيسة الرومانية الكاثوليكية هو حراسة الأراضي المقدسة الفرنسيسكانية. حصلت الكنيسة القبطية الأرثوذكسية وكنيسة التوحيد الأرثوذكسية الإثيوبية والكنيسة السريانية الأرثوذكسية على ملكيات أقل من الأضرحة والهياكل المحيطة بالمبنى وداخله في القرن التاسع عشر.
لا أحد من هؤلاء الطوائف يسيطر على المدخل الرئيسي. والمعروف أن صلاح الدين أوكل مهمة حراسة الباب إلى عائلة نسيبة المسلمة في عام 1192، وقبلها في عام 1187 أعطى صلاح الدين الأيوبي عائلة جودة مفاتيح القبر المقدس.

### الخلافات بين الطوائف
لم يوقف الوضع الراهن الحديث الاختلاف والعنف بين الطوائف بشكل كامل. ففي عام 1902 أُصيب 18 راهبًا وسُجن بعضهم بعد نزاع بين الفرنسيسكان واليونانيين حول من له الحق في تنظيف جزء من كنيسة القيامة. على إثر ذلك وقّع البطريرك اليوناني والحارس الفرنسيسكاني والحاكم العثماني والقنصل الفرنسي اتفاقية تسمح لكلا الطرفين بتنظيف ذلك الجزء. في يوم صيفي حار من عام 2002 نقل راهب قبطي كرسيه من مكان كنيسته القبطية إلى الظل وهي خطوة اعتبارها الإثيوبيين خطوة عدائية أدت إلى مشاجرة أُصيب فيها أحد عشر شخصًا. خلال الاحتفال بعيد الصليب المقدس في عام 2004 تُرك باب كنيسة الفرنسيسكان مفتوحًا وهو مما اعتبره الأرثوذكس إهانة وتطور الموضوع إلى شجار.
نشب شجار في أحد الشعانين في أبريل 2008 عندما طرد فصيل منافس راهب يوناني من الكنيسة وعندما استُدعيت الشرطة هاجمها المتشاجرين هي أيضا. ووقع اشتباك بين الرهبان الأرمن واليونانيين خلال الاحتفال بعيد الصليب يوم الأحد 9 نوفمبر 2008.

### المشاكل مع السلطات الإسرائيلية

#### النزاعات الضريبية والأراضي
أُغلقت كنيسة القيامة في فبراير 2018 إثر نزاع ضريبي حول مبلغ 152 مليون يورو من الضرائب غير المستحقة على أملاك الكنيسة، حيث أكد مجلس المدينة أن كنيسة القيامة وجميع الكنائس الأخرى معفية من الضرائب مشيرًا إلى أن للضرائب تطال فقط المؤسسات مثل الفنادق والقاعات والشركات التابعة للكنائس. ذكرت الإذاعة الوطنية العامة أن الكنيسة الأرثوذكسية اليونانية تعد ثاني أكبر مالك للأراضي في إسرائيل بعد الحكومة الإسرائيلية.
شهدت تلك الفترة احتجاجًا على مقترح تشريعي إسرائيلي يهدف إلى مصادرة أراضي الكنائس التي بيعت لشركات خاصة منذ عام 2010 وهو إجراء يعتبره قادة الكنيسة انتهاكًا خطيرًا لحقوق ملكيتهم وللوضع القائم. عبرت السلطات الكنسية في بيان رسمي مشترك عن احتجاجها على ما تعتبره ذروة حملة ممنهجة ضدها: «مشروع القانون يُعتبر تمييزيًا وعنصريًا يستهدف فقط ممتلكات المجتمع المسيحي في الأرض المقدسة، هذا يذكرنا بقوانين مماثلة سُنت ضد اليهود في العصور المظلمة في أوروبا.».
قضية الضرائب لعام 2018 لا تشمل أي مباني كنائس أو مرافق دينية ذات صلة، لأنها معفاة بموجب القانون. ولكن تستهدف المرافق التجارية مثل فندق نوتردام، الذي لم يدفع ضريبة الأملاك البلدية، وأي أرض مملوكة ومستخدمة لأغراض تجارية تخضع للضريبة. الكنيسة تحتفظ بحقوق الأراضي التي بُنيت عليها منازل خاصة وقد أثير الخلاف بعد اقتراح الكنيست لمشروع قانون يصعّب على الشركات الخاصة عدم تجديد عقود إيجار الأراضي لأصحاب المنازل. وأعرب قادة الكنيسة عن قلقهم من أن مثل هذا القانون سيعيقهم عن بيع الأراضي المملوكة للكنيسة إذا أرادوا. وبحسب صحيفة جيروزاليم بوست الغرض من مشروع القانون هو حماية أصحاب المنازل من خطر عدم تجديد الشركات الخاصة لعقود إيجار الأراضي التي تقع عليها منازلهم أو شققهم.
فيما قال الزعماء الدينيون المسيحيون أنهم يخشون من أن يسمح التشريع سالف الذِكر بِمُصادرة ممتلكات الكنيسة، التي وإن كان بعضها لا يُستخدم لِأغراضٍ دينية، إلا أنها تُستخدم في أداء خدمات اجتماعية للمحتاجين. بعد إقفالٍ دام 3 أيَّام، أعلنت السلطات الإسرائيلية عن استعدادها لبدء مفاوضات حول تسوية النزاع الضريبي، مع الزعماء الروحيين المسيحيين، فكان من نتيجة ذلك أن افتُتحت الكنيسة مُجددًا في الصباح الباكر من يوم الأربعاء 28 شباط (فبراير) 2018، فهرع مئات الحُجَّاج إليها وسجدوا على ركبهم وهم يُؤدون الصلاة.

#### بيع مباني لمنظمة يهودية
عارضت الطوائف المسيحية في القدس في يونيو 2019 قرار المحكمة العليا الذي أيد بيع ثلاثة عقارات تابعة لبطريركية الروم الأرثوذكس إلى عطيرت كوهنيم، وهي منظمة تهدف إلى زيادة الوجود اليهودي في البلدة القديمة والقدس الشرقية. حذر قادة الكنيسة من أن سيطرة المنظمة على هذه المواقع قد تحرم المسيحيين من الوصول إلى كنيسة القيامة. صادقت المحكمة العليا على البيع  في يونيو 2022 مما أنهى النزاع القانوني.

## المعبد الروماني

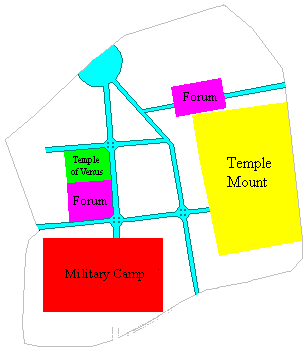
القدس بعد أن أعاد هادريان بنائها.

كان موقع الكنيسة في الأصل معبدًا لكوكب المشتري أو الزهرة أقامه هادريان قبل إن ينشئ قسطنطين الكنيسة. بُني معبد هادريان في هذا الموقع لأنه كان يقع عند تقاطع الطريق الرئيسي الذي يربط الشمال بالجنوب مع أحد الطرق الرئيسية التي يربط الشرق بالغرب وبالقرب من المنتدى (الذي يُعرف الآن بموقع مورستان). وكان المنتدى أيضا يقع في نفس التقاطع. وقد شغل المعبد والمنتدى معًا المساحة كاملة بين الطريقين الرئيسيين الذين يربطان الشرق بالغرب (توجد بعض من آثارهما ضمن مجمع كنيسة ألكسندر نيفسكي التابع للبعثة الروسية في المنفى).
تبين الحفريات الأثرية التي أُجريت في السبعينيات أن الكنيسة بنيت على معظم مساحة المعبد القديم وأن المعبد كان يمتد على الأقل حتى إيديكولا الكنيسة الحالي. وقدر فيرجيليو كانيو كوربو، الكاهن الفرنسيسكاني وعالم الآثار الذي شارك في الحفريات، من الأدلة الأثرية أن الجدار الغربي للمعبد كان يقع بالقرب من الجانب الشرقي للقبر.

## موقع قبر يسوع

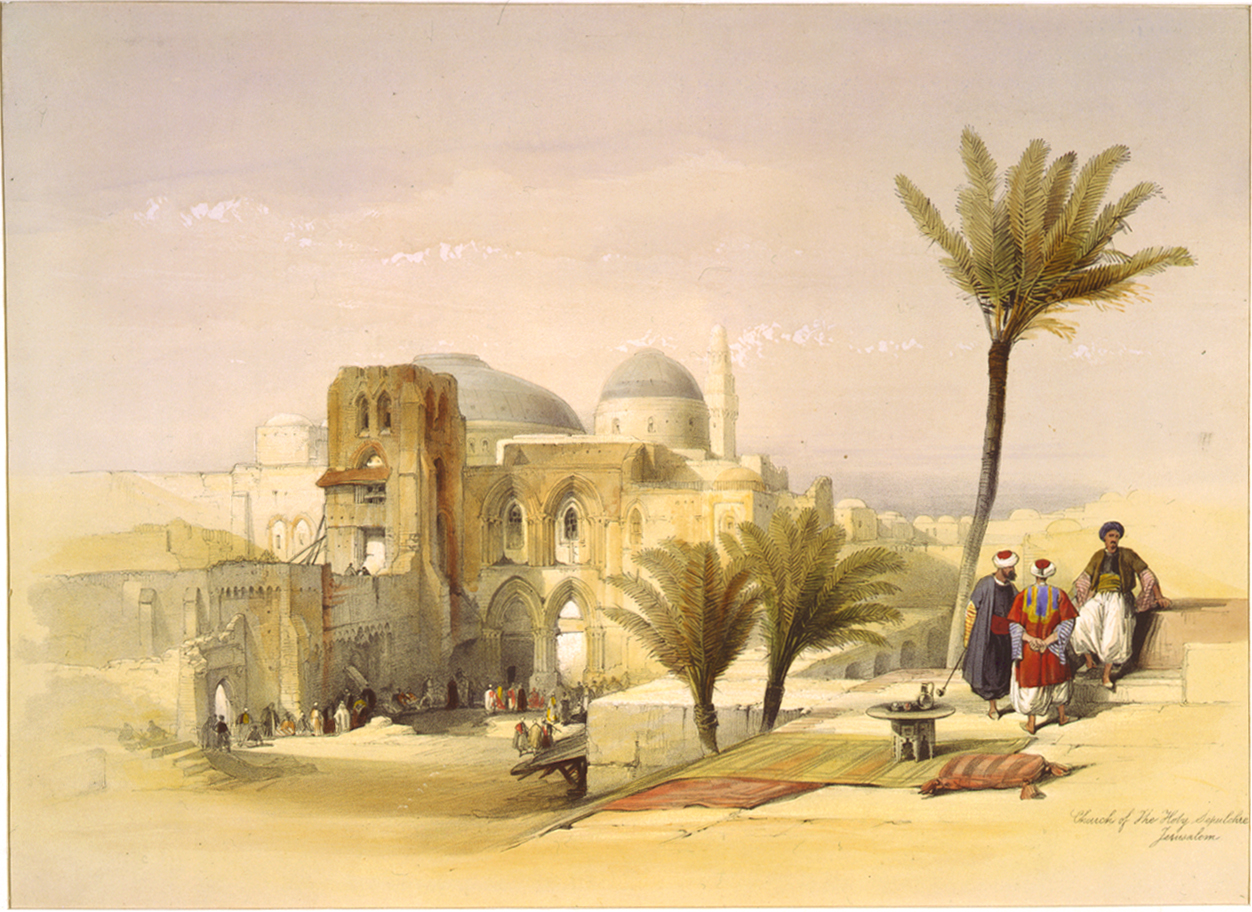
رسمة للأماكن المقدسة في 1842 لديفيد روبرتس

يذكر العهد الجديد أن قبر يسوع كان خارج أسوار المدينة، وهو أمر متوافق مع عادات الدفن في العالم القديم، حيث كانت المقابر تُعتبر أماكن نجسة.

## التأثير
منذ القرن التاسع والكنائس الأوروبية تستلهم عمارتها من كنيسة القيامة، مثل سانتو ستيفانو في بولونيا، إيطاليا وهو مجمع يضم سبع كنائس تمثل أضرحة القدس.
كثير من الكنائس والأديرة في أوروبا مثل تلك الموجودة في ألمانيا وروسيا صُممت كليًا أو جزئيًا على نمط كنيسة القيامة، حتى أن بعضها يُعيد بناء الأماكن المقدسة لكي يراها من لا يستطيع زيارة الحقيقية، من بين هذه الأماكن كنيسة القبر المقدس في غورليتس الذي بُني بين عامي 1481 و1504، ودير القدس الجديد في مقاطعة موسكو الذي أسسه البطريرك نيكون بين عامي 1656 و1666، ودير جبل القديس الفرنسيسكان في واشنطن العاصمة الذي بُني عام 1898.
يذكر المؤلف أندرو هولت أن الكنيسة تُعتبر الأهم في العالم المسيحي.

## معرض الصُور

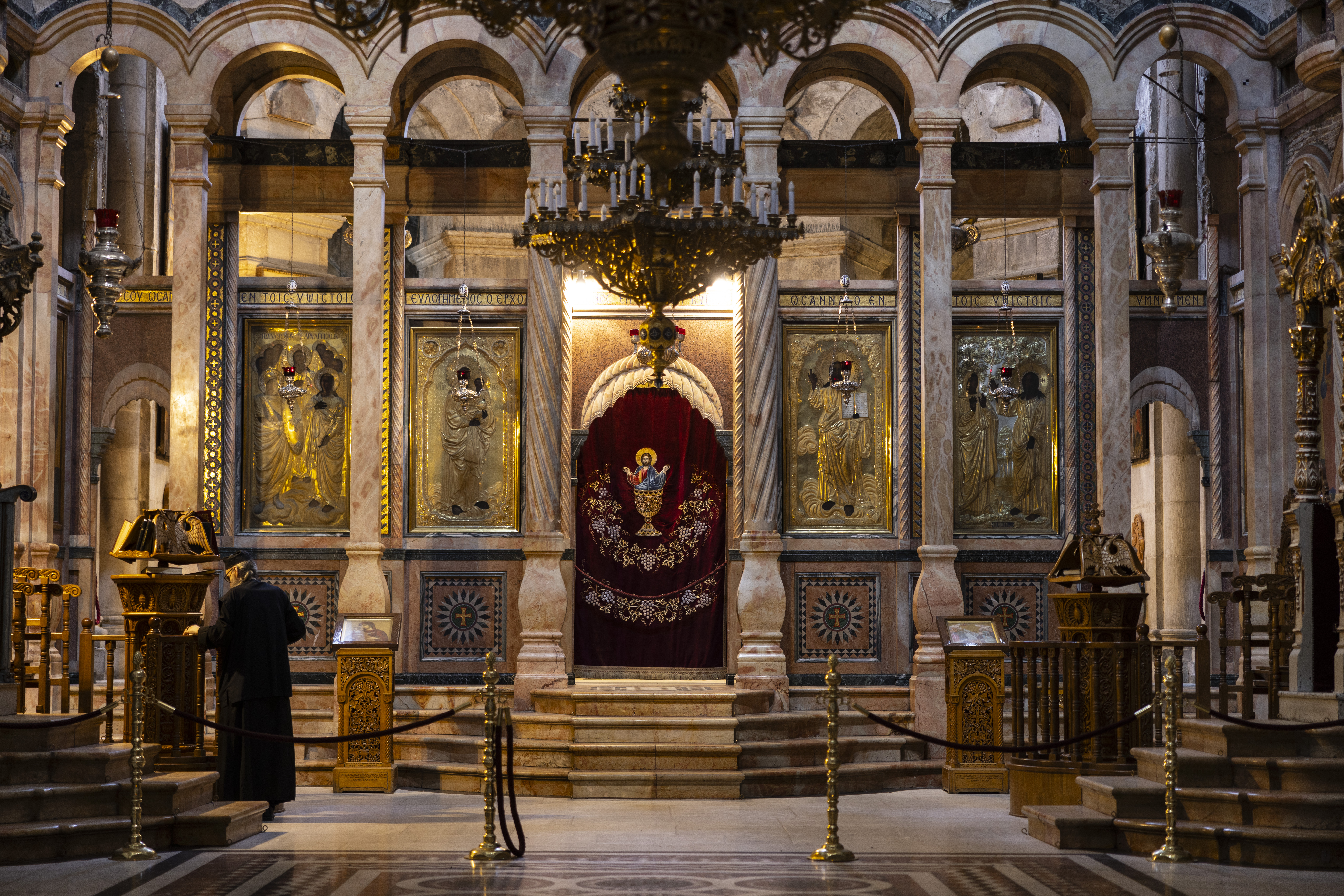
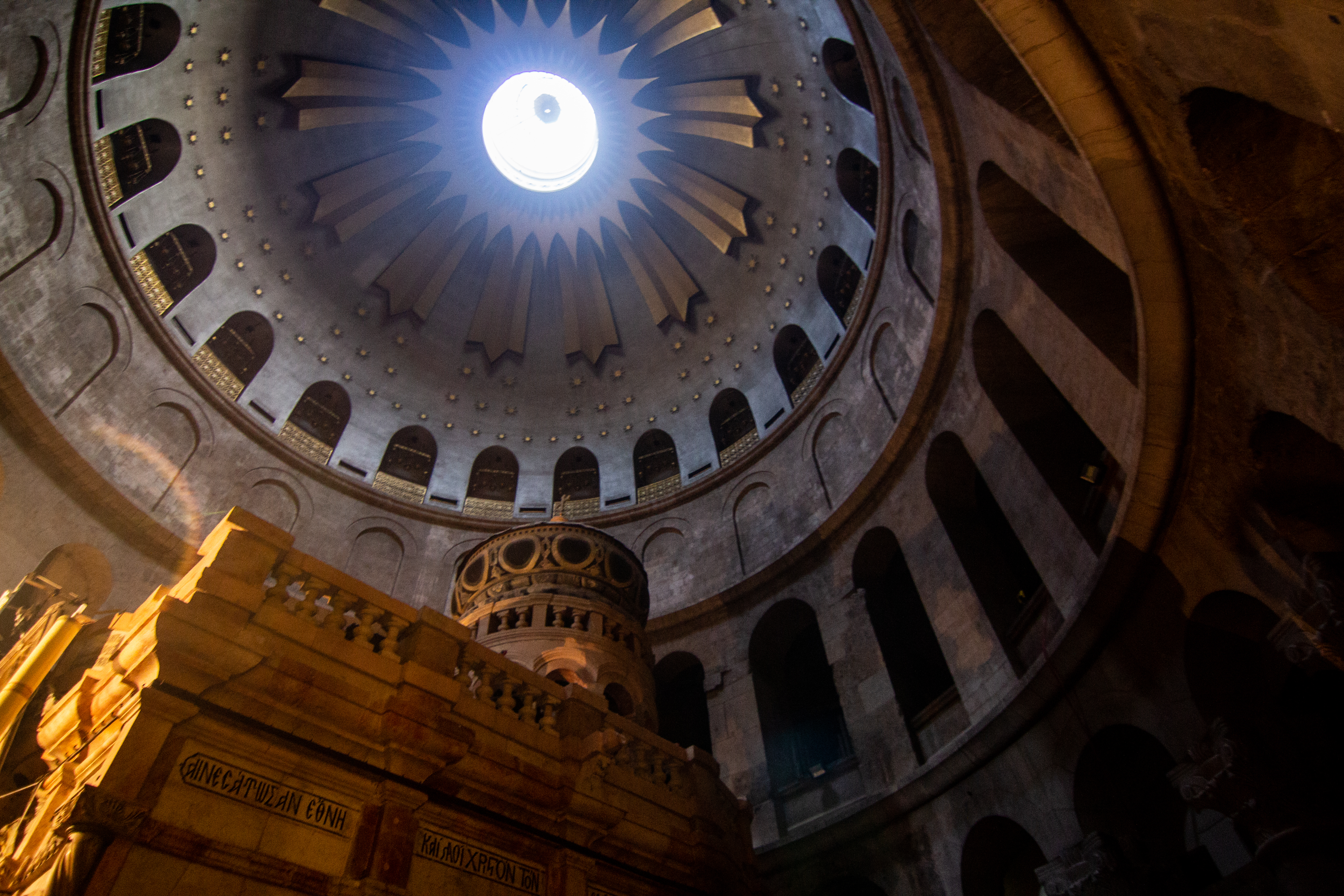
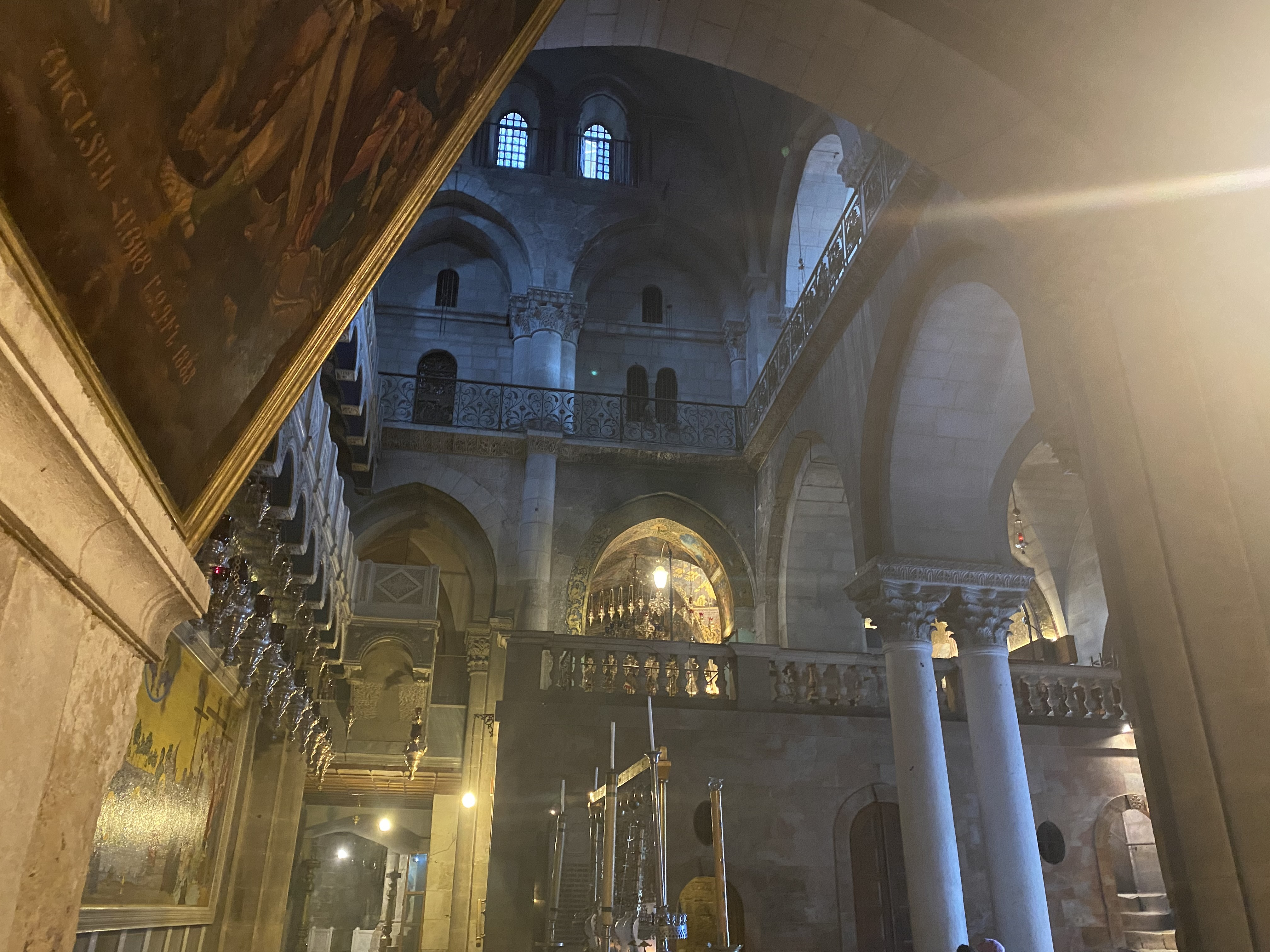
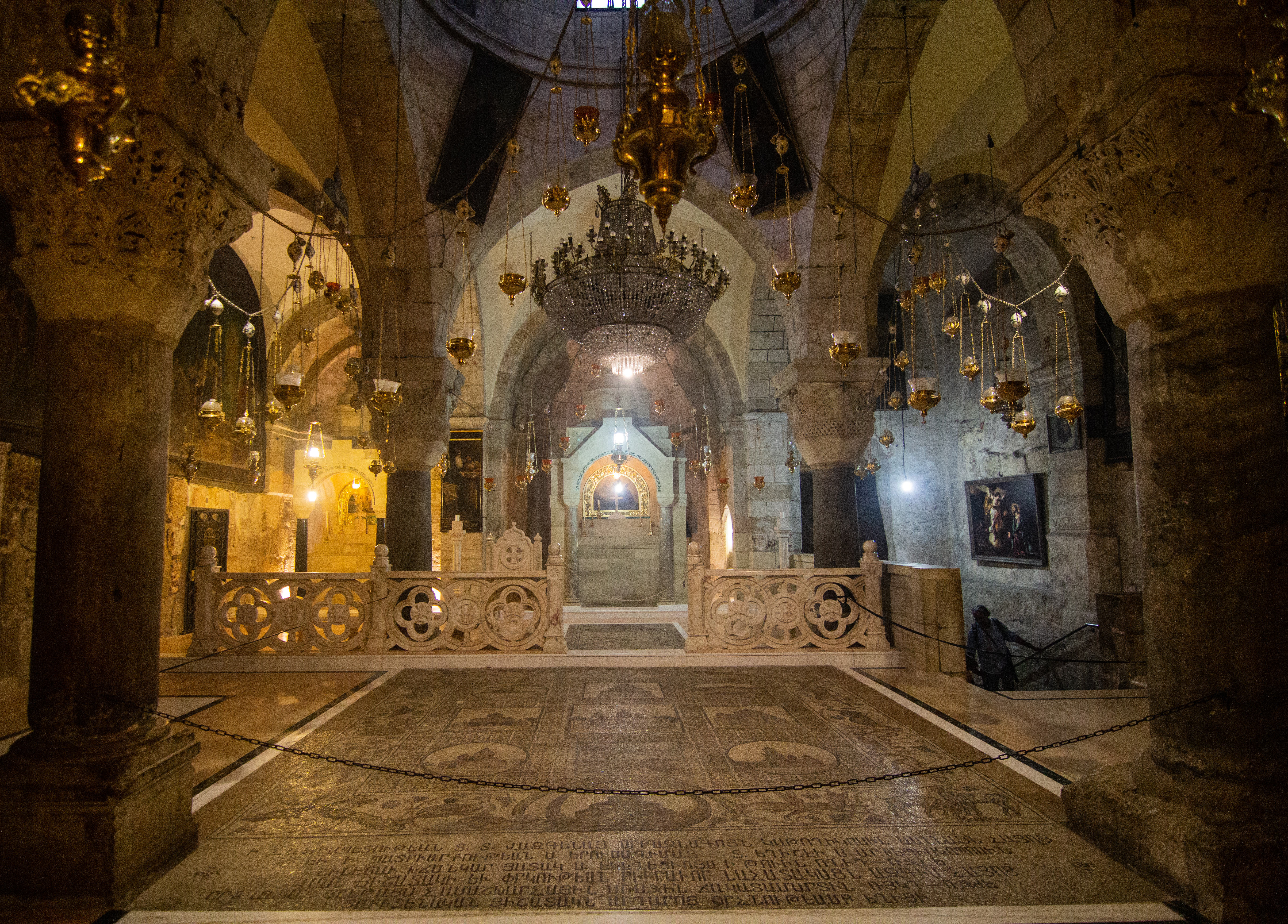
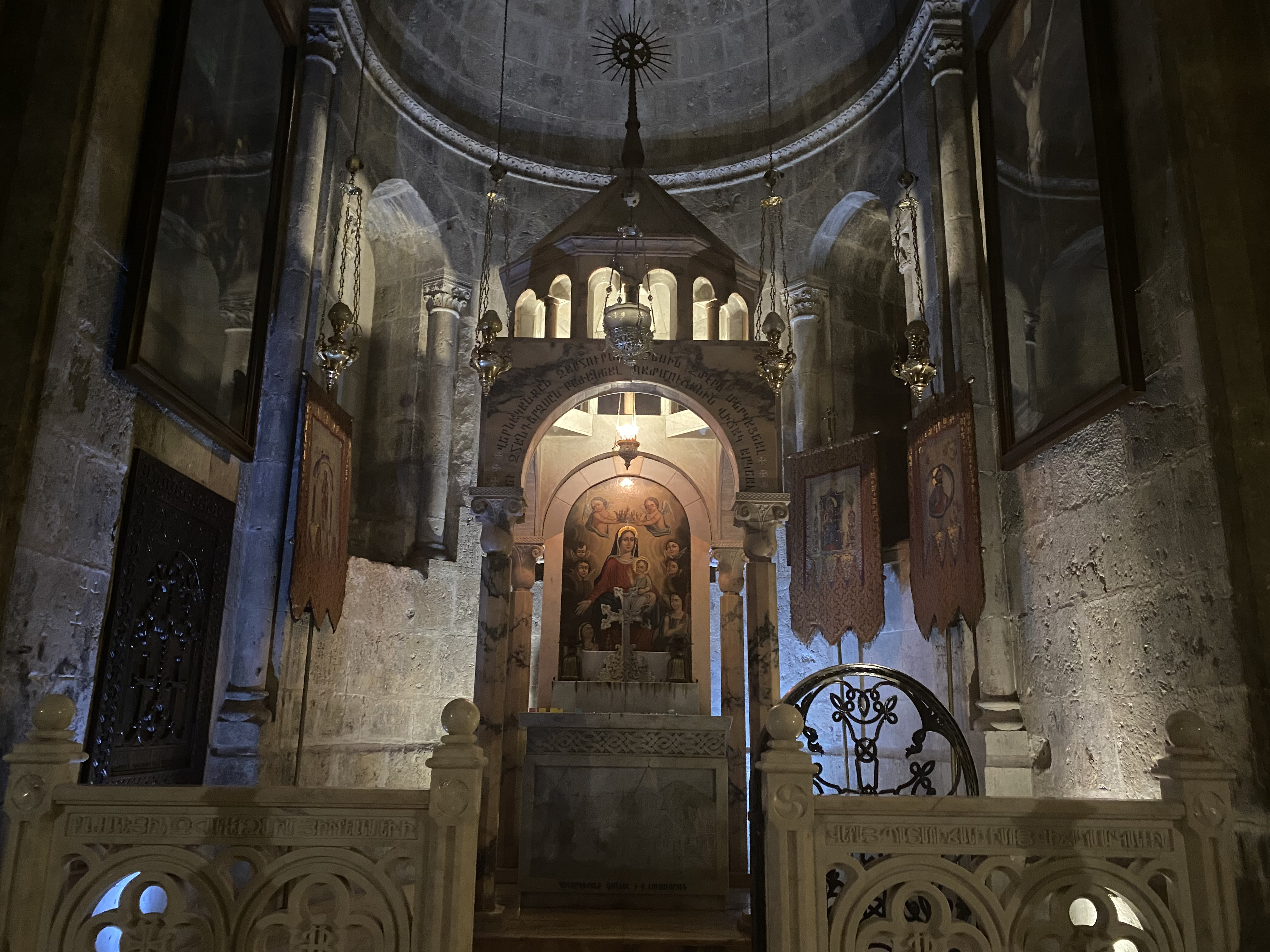
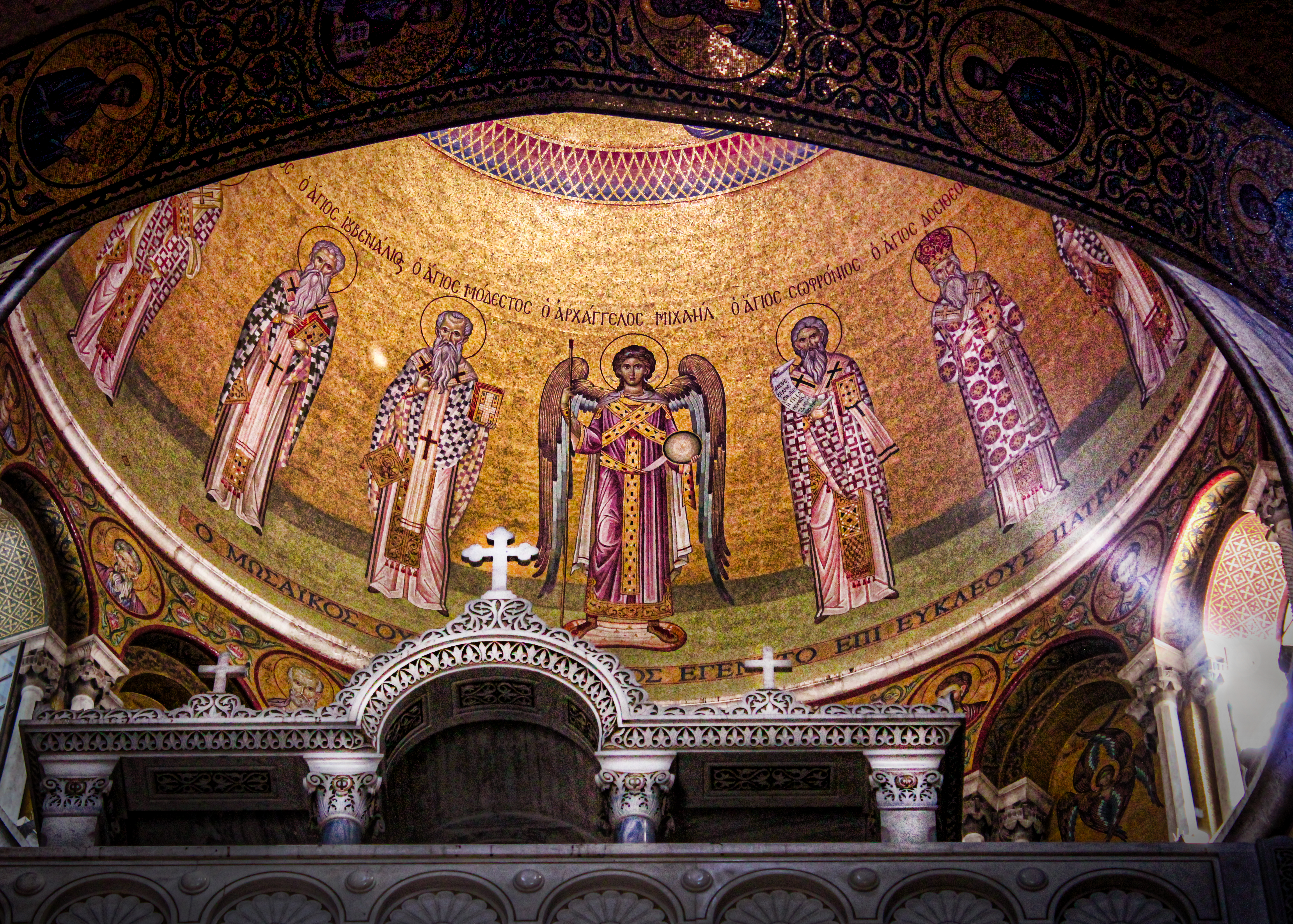
داخل كنيسة القيامة

### ثبت المراجع
- Jerusalem, Israel, Petra & Sinai. DK. 2016 [2000]. ISBN:978-1-4654-4131-7.
- Morris، Colin (2005)، The Sepulchre of Christ and the Medieval West: From the Beginning to 1600، Oxford: Oxford University Press، ISBN:978-0198269281

## للاستزادة
- Biddle، Martin (1999). The Tomb of Christ. Scarborough: Sutton Publishing. ISBN:0-7509-1926-4. مؤرشف من الأصل في 2023-11-08. اطلع عليه بتاريخ 2020-09-14.
- Biddle، Martin؛ Seligman، Jon؛ Tamar، Winter & Avni، Gideon (2000). The Church of the Holy Sepulchre. New York: Rizzoli in cooperation with Israel Antiquities Authority, distributed by St. Martin's Press. ISBN:0-8478-2282-6. مؤرشف من الأصل في 2023-10-22.
- Coüasnon، Charles (1974). The Church of the Holy Sepulchre in Jerusalem. London: Oxford University Press for the British Academy. ISBN:0-19-725938-3. مؤرشف من الأصل في 2023-11-08. اطلع عليه بتاريخ 2020-09-14.
- Gibson، Shimon؛ Taylor، Joan E. (1994). Beneath the Church of the Holy Sepulchre Jerusalem: The archaeology and early history of traditional Golgotha. London: Committee of the Palestine Exploration Fund. ISBN:0-903526-53-0.
- Cohen، Raymond (2008). Saving the Holy Sepulchre: How Rival Christians Came Together to Rescue Their Holiest Shrine. Oxford University Press. ISBN:978-0-19-518966-7. مؤرشف من الأصل في 2021-03-21. اطلع عليه بتاريخ 2017-08-30.(الاشتراك مطلوب)
- Bowman، Glenn (16 سبتمبر 2011). "'In Dubious Battle on the Plains of Heav'n': The Politics of Possession in Jerusalem's Holy Sepulchre". History and Anthropology. جامعة كنت. ج. XXII ع. 3: 371–399. DOI:10.1080/02757206.2011.595008. S2CID:144211027. مؤرشف من الأصل في 2023-10-27.
- Stasolla، Francesca Romana (2022). "Archaeological excavations in Jerusalem, Holy Sepulchre: a preliminary report". Liber Annuus. ج. 72: 449–486. DOI:10.1484/J.LA.5.134546. ISSN:0081-8933. S2CID:258666985. مؤرشف من الأصل في 2023-11-08. اطلع عليه بتاريخ 2023-05-30.
- Watson, Charles Moore (1911). "Sepulchre, The Holy" . In Chisholm, Hugh (ed.). Encyclopædia Britannica (بالإنجليزية) (11th ed.). Cambridge University Press. Vol. 24. pp. 656–658. This also contains a detailed summary of the then-current theories as to the location of the tomb, with an extensive bibliography.
- Weitzmann، Kurt، المحرر (1979). Age of spirituality: late antique and early Christian art, third to seventh century. New York: متحف المتروبوليتان للفنون. ISBN:978-0870991790. مؤرشف من الأصل في 2015-04-26. اطلع عليه بتاريخ 2014-04-16.
- Luke، Harry Charles (1924). "The Christian Communities in the Holy Sepulchre" (PDF). في Ashbee، Charles Robert (المحرر). Jerusalem 1920–1922: Being the Records of the Pro-Jerusalem Council during the First Two Years of the Civil Administratio. London: John Murray. ص. 46–56. مؤرشف (PDF) من الأصل في 2021-09-05.

## روابط خارجية
- The Holy Sepulchre in Jerusalem موقع مخصص لعرض الصور
- Homily of John Paul II in the Church of the Holy Sepulchre
- Sacred Destinations (مقالات ومعرض صور)
- Photos of the church باللغة البولندية مع بعض الإنجليزية

الحراس
- The Brotherhood of the Holy Sepulchre (الحراس الأرثوذكس)
- Franciscan Custody in the Holy Land نسخة محفوظة 8 مارس 2021 على موقع واي باك مشين. (الحراس الكاثوليك)
- The Joudeh family (العائلة المسلمة المسؤولة عن مفتاح القبر المقدس)
- Nuseibeh family نسخة محفوظة 22 يوليو 2010 على موقع واي باك مشين. (العائلة المسلمة المسؤولة عن باب الكنيسة)
- St. James Brotherhood (الحراس الأرمن)

معارض صور
- Church of the Holy Sepulchre Virtual Tour
- The Holy Sepulchre Virtual Tour